# ATP Challenger Tour 2024
Navigation
Saison 2023 Saison 2025
La saison 2024 de l'ATP Challenger Tour, circuit secondaire du tennis masculin professionnel organisé par l'ATP, comprend des tournois répartis en cinq catégories en fonction de leur dotation qui varie de 41 000 à 225 500 $ ou de 36 900 à 148 625 €.

## Répartition des tournois

### Par catégorie
Les tournois sont répartis en cinq catégories en fonction de leur dotation et des points ATP qu'ils distribuent.
| Catégorie du tournoi | Nombre |
| -------------------- | ------ |
| ATP Challenger 175   | 5      |
| ATP Challenger 125   | 33     |
| ATP Challenger 100   | 40     |
| ATP Challenger 75    | 97     |
| ATP Challenger 50    | 32     |

## Primes et dotations des tournois
Les tournois distribuent des points pour le classement ATP.
| Catégorie du tournoi | V   | F  | DF | QF | T2 | T1 | Q | Q2 | Q1 |
| -------------------- | --- | -- | -- | -- | -- | -- | - | -- | -- |
| ATP Challenger 175   | 175 | 90 | 50 | 25 | 13 | 0  | 6 | 3  | 0  |
| ATP Challenger 125   | 125 | 64 | 35 | 16 | 8  | 0  | 5 | 3  | 0  |
| ATP Challenger 100   | 100 | 50 | 25 | 14 | 7  | 0  | 4 | 2  | 0  |
| ATP Challenger 75    | 75  | 44 | 22 | 12 | 6  | 0  | 4 | 2  | 0  |
| ATP Challenger 50    | 50  | 25 | 14 | 8  | 4  | 0  | 3 | 1  | 0  |

## Palmarès

### Janvier
| Date        | Tournoi                                                          | Vainqueurs                                      | Finalistes                                          | Score             |
| ----------- | ---------------------------------------------------------------- | ----------------------------------------------- | --------------------------------------------------- | ----------------- |
| 1er janvier | Workday Canberra International Canberra 164 000 $ – Dur          | Dominik Köpfer                                  | Jakub Menšík                                        | 6-3, 6-2          |
| 1er janvier | Workday Canberra International Canberra 164 000 $ – Dur          | Daniel Rincón Abdullah Shelbayh                 | André Göransson Albano Olivetti                     | 7-64, 6-3         |
| 1er janvier | Open SIFA Nouvelle-Calédonie Nouméa 133 250 $ – Dur              | Arthur Cazaux                                   | Enzo Couacaud                                       | 6-1, 6-1          |
| 1er janvier | Open SIFA Nouvelle-Calédonie Nouméa 133 250 $ – Dur              | Colin Sinclair Jose Rubin Statham               | Toshihide Matsui Calum Puttergill                   | 7-5, 6-2          |
| 1er janvier | Bangkok Open 1 Nonthaburi 82 000 $ – Dur                         | Valentin Vacherot                               | Lucas Pouille                                       | 3-2 ab.           |
| 1er janvier | Bangkok Open 1 Nonthaburi 82 000 $ – Dur                         | Arthur Fery Joshua Paris                        | Pruchya Isarow Maximus Jones                        | 6-2, 7-5          |
| 1er janvier | Oeiras Indoor Open 1 Oeiras 36 900 € – Dur (int.)                | Maks Kasnikowski                                | Gastão Elias                                        | 7-61, 4-6, 6-3    |
| 1er janvier | Oeiras Indoor Open 1 Oeiras 36 900 € – Dur (int.)                | Jay Clarke Marcus Willis                        | Théo Arribagé Michael Geerts                        | 6-4, 69-7, [10-3] |
| 8 janvier   | Bangkok Open 2 Nonthaburi 82 000 $ – Dur                         | Valentin Vacherot                               | Manuel Guinard                                      | 7-5, 7-65         |
| 8 janvier   | Bangkok Open 2 Nonthaburi 82 000 $ – Dur                         | Manuel Guinard Gregoire Jacq                    | Francis Alcantara Sun Fajing                        | 6-4, 7-66         |
| 8 janvier   | Oeiras Indoor Open 2 Oeiras 74 825 € – Dur (int.)                | Leandro Riedi                                   | Martin Damm Jr.                                     | 7-66, 6-4         |
| 8 janvier   | Oeiras Indoor Open 2 Oeiras 74 825 € – Dur (int.)                | Karol Drzewiecki Piotr Matuszewski              | Arjun Kadhe Marcus Willis                           | 6-3, 6-4          |
| 8 janvier   | Challenger AAT de TCA 1 Buenos Aires 41 000 $ - Terre battue     | Gonzalo Bueno                                   | Dmitry Popko                                        | 6-4, 2-6, 7-64    |
| 8 janvier   | Challenger AAT de TCA 1 Buenos Aires 41 000 $ - Terre battue     | Arklon Huertas del Pino Conner Huertas del Pino | Max Honkes Lukas Neumayer                           | 6-3, 3-6, [10-6]  |
| 15 janvier  | Tenerife Challenger 1 Tenerife 120 950 € – Dur                   | Brandon Nakashima                               | Pedro Martínez                                      | 6-3, 6-4          |
| 15 janvier  | Tenerife Challenger 1 Tenerife 120 950 € – Dur                   | Vasil Kirkov Luis David Martinez                | Karol Drzewiecki Piotr Matuszewski                  | 3-6, 6-4, [10-3]  |
| 15 janvier  | Bangkok Open 3 Nonthaburi 82 000 $ – Dur                         | Matteo Gigante                                  | Hong Seong Chan                                     | 6-4, 6-1          |
| 15 janvier  | Bangkok Open 3 Nonthaburi 82 000 $ – Dur                         | Luke Johnson Skander Mansouri                   | Rithvik Choudary Bollipalli Niki Kaliyanda Poonacha | 7-5, 6-4          |
| 15 janvier  | Challenger AAT de TCA 2 Buenos Aires 41 000 $ - Terre battue     | Facundo Bagnis                                  | Mariano Navone                                      | 7-5, 1-6, 7-5     |
| 15 janvier  | Challenger AAT de TCA 2 Buenos Aires 41 000 $ - Terre battue     | João Fonseca Pedro Sakamoto                     | Jakob Schnaitter Mark Wallner                       | 6-2, 6-2          |
| 15 janvier  | Southern California Open 1 Indian Wells 41 000 $ – Dur           | Mitchell Krueger                                | Brandon Holt                                        | 4-6, 6-3, 6-4     |
| 15 janvier  | Southern California Open 1 Indian Wells 41 000 $ – Dur           | Ryan Seggerman Patrik Trhac                     | Thai-Son Kwiatkowski Alex Lawson                    | 6-2, 7-63         |
| 22 janvier  | BW Open Ottignies-Louvain-la-Neuve 148 625 € – Dur (int.)        | Leandro Riedi                                   | Borna Ćorić                                         | 7-5, 6-2          |
| 22 janvier  | BW Open Ottignies-Louvain-la-Neuve 148 625 € – Dur (int.)        | Luke Johnson Skander Mansouri                   | Sander Arends Sem Verbeek                           | 7-5, 6-3          |
| 22 janvier  | Open Quimper Bretagne Occidentale Quimper 148 625 € – Dur (int.) | Pierre-Hugues Herbert                           | Duje Ajduković                                      | 6-3, 6-2          |
| 22 janvier  | Open Quimper Bretagne Occidentale Quimper 148 625 € – Dur (int.) | Manuel Guinard Arthur Rinderknech               | Anirudh Chandrasekar Vijay Sundar Prashanth         | 7-64, 6-3         |
| 22 janvier  | Punta del Este Open Punta del Este 82 000 $ – Terre Battue       | Gianluca Mager                                  | Thiago Agustín Tirante                              | 65-7, 6-2, 6-0    |
| 22 janvier  | Punta del Este Open Punta del Este 82 000 $ – Terre Battue       | Murkel Dellien Federico Agustín Gómez           | Guido Andreozzi Guillermo Durán                     | 6-3, 6-2          |
| 22 janvier  | Southern California Open 2 Indian Wells 41 000 $ – Dur           | Blaise Bicknell                                 | Zachary Svajda                                      | 6-3, 6-2          |
| 22 janvier  | Southern California Open 2 Indian Wells 41 000 $ – Dur           | Ryan Seggerman Patrik Trhac                     | Thomas Fancutt Ajeet Rai                            | 6-4, 3-6, [10-3]  |
| 29 janvier  | Koblenz Open Coblence 120 950 € – Dur (int.)                     | Jurij Rodionov                                  | Brandon Nakashima                                   | 67-7, 6-1, 6-2    |
| 29 janvier  | Koblenz Open Coblence 120 950 € – Dur (int.)                     | Sander Arends Sem Verbeek                       | Jakob Schnaitter Mark Wallner                       | 6-4, 6-2          |
| 29 janvier  | Brasil Tennis Challenger Piracicaba 82 000 $ – Terre battue      | Camilo Ugo Carabelli                            | Federico Coria                                      | 7-5, 6-4          |
| 29 janvier  | Brasil Tennis Challenger Piracicaba 82 000 $ – Terre battue      | Guido Andreozzi Guillermo Durán                 | Daniel Dutra da Silva Pedro Sakamoto                | 6-2, 7-65         |
| 29 janvier  | Cleveland Open Cleveland 82 000 $ – Dur (int.)                   | Patrick Kypson                                  | Ethan Quinn                                         | 4-6, 6-3, 6-2     |
| 29 janvier  | Cleveland Open Cleveland 82 000 $ – Dur (int.)                   | George Goldhoff James Kent Trotter              | William Blumberg Alex Lawson                        | 60-7, 6-3, [10-8] |
| 29 janvier  | HCi Burnie International 1 Burnie 82 000 $ – Dur                 | Omar Jasika                                     | Alex Bolt                                           | 6-2, 62-7, 6-3    |
| 29 janvier  | HCi Burnie International 1 Burnie 82 000 $ – Dur                 | Alex Bolt Luke Saville                          | Tristan Schoolkate Adam Walton                      | 5-7, 6-3, [12-10] |

### Février
| Date       | Tournoi                                                               | Vainqueurs                            | Finalistes                                          | Score            |
| ---------- | --------------------------------------------------------------------- | ------------------------------------- | --------------------------------------------------- | ---------------- |
| 5 février  | Chennai Open Chennai 133 250 $ – Dur                                  | Sumit Nagal                           | Luca Nardi                                          | 6-1, 6-4         |
| 5 février  | Chennai Open Chennai 133 250 $ – Dur                                  | Saketh Myneni Ramkumar Ramanathan     | Rithvik Choudary Bollipalli Niki Kaliyanda Poonacha | 3-6, 6-3, [10-5] |
| 5 février  | HCi Burnie International 2 Burnie 82 000 $ – Dur                      | Adam Walton                           | Dane Sweeny                                         | 6-2, 7-64        |
| 5 février  | HCi Burnie International 2 Burnie 82 000 $ – Dur                      | Benjamin Lock Yuta Shimizu            | Blake Bayldon Kody Pearson                          | 6-4, 7-64        |
| 5 février  | Lexus Nottingham Challenger Nottingham 74 825 € – Dur (int.)          | Giovanni Mpetshi Perricard            | Matteo Martineau                                    | 7-62, 6-4        |
| 5 février  | Lexus Nottingham Challenger Nottingham 74 825 € – Dur (int.)          | Petr Nouza Patrik Rikl                | Antoine Escoffier Joshua Paris                      | 6-3, 7-63        |
| 12 février | Bahrain Ministry of Interior Tennis Challenger Manama 164 000 $ – Dur | Mikhail Kukushkin                     | Richard Gasquet                                     | 7-65, 6-4        |
| 12 février | Bahrain Ministry of Interior Tennis Challenger Manama 164 000 $ – Dur | Sergio Martos Gornés Pétros Tsitsipás | Vasil Kirkov Patrik Niklas-Salminen                 | 3-6, 6-3, [10-8] |
| 12 février | Bengaluru Open Bangalore 133 250 $ – Dur                              | Stefano Napolitano                    | Hong Seong-chan                                     | 4-6, 6-3, 6-3    |
| 12 février | Bengaluru Open Bangalore 133 250 $ – Dur                              | Saketh Myneni Ramkumar Ramanathan     | Constantin Bittoun Kouzmine Maxime Janvier          | 6-3, 6-4         |
| 12 février | Challenger Cherbourg La Manche Cherbourg 74 825 € – Dur (int.)        | Zsombor Piros                         | Matteo Martineau                                    | 6-3, 6-4         |
| 12 février | Challenger Cherbourg La Manche Cherbourg 74 825 € – Dur (int.)        | George Goldhoff James Trotter         | Ryan Nijboer Niklas Schell                          | 6-2, 6-3         |
| 12 février | Lexus Glasgow Challenger Glasgow 36 900 € – Dur (int.)                | Clément Chidekh                       | Paul Jubb                                           | 0-6, 6-4, 6-1    |
| 12 février | Lexus Glasgow Challenger Glasgow 36 900 € – Dur (int.)                | Scott Duncan Marcus Willis            | Kyle Edmund Henry Searle                            | 6-3, 6-2         |
| 19 février | Teréga Open Pau Pyrénées Pau 148 625 € – Dur (int.)                   | Otto Virtanen                         | Leandro Riedi                                       | 7-5, 7-5         |
| 19 février | Teréga Open Pau Pyrénées Pau 148 625 € – Dur (int.)                   | Christian Harrison Brandon Nakashima  | Romain Arneodo Tristan-Samuel Weissborn             | 7-65, 6-4        |
| 19 février | Pune Metropolitan Region Challenger Pune 133 250 $ – Dur              | Valentin Vacherot                     | Adam Walton                                         | 3-6, 7-65, 7-65  |
| 19 février | Pune Metropolitan Region Challenger Pune 133 250 $ – Dur              | Tristan Schoolkate Adam Walton        | Dan Added Yunseong Chung                            | 7-64, 7-5        |
| 19 février | Tenerife Challenger 2 Tenerife 74 825 € – Dur                         | Matteo Gigante                        | Stefano Travaglia                                   | 6-2, 6-4         |
| 19 février | Tenerife Challenger 2 Tenerife 74 825 € – Dur                         | Patrik Rikl Petr Nouza                | Sem Verbeek Sander Arends                           | 6-4, 4-6, [11-9] |
| 26 février | Play In Challenger Lille 120 950 € – Dur (int.)                       | Arthur Rinderknech                    | Joris De Loore                                      | 6-4, 3-6, 7-68   |
| 26 février | Play In Challenger Lille 120 950 € – Dur (int.)                       | Christian Harrison Marcus Willis      | Titouan Droguet Giovanni Mpetshi Perricard          | 7-66, 6-3        |
| 26 février | Delhi Open New Delhi 82 000 $ – Dur                                   | Geoffrey Blancaneaux                  | Coleman Wong                                        | 6-4, 6-2         |
| 26 février | Delhi Open New Delhi 82 000 $ – Dur                                   | Piotr Matuszewski Matthew Romios      | Jakob Schnaitter Mark Wallner                       | 6-4, 6-4         |
| 26 février | Tenerife Challenger 3 Tenerife 74 825 € – Dur                         | Mikhail Kukushkin                     | Matteo Gigante                                      | 6-2, 2-0 ab.     |
| 26 février | Tenerife Challenger 3 Tenerife 74 825 € – Dur                         | Sander Arends Sem Verbeek             | Marco Bortolotti Sergio Martos Gornés               | 6-4, 6-4         |
| 26 février | Rwanda Challenger 1 Kigali 41 000 $ – Terre battue                    | Kamil Majchrzak                       | Marco Trungelliti                                   | 6-4, 6-4         |
| 26 février | Rwanda Challenger 1 Kigali 41 000 $ – Terre battue                    | Max Houkes Clément Tabur              | Pruchya Isaro Christopher Rungkat                   | 6-3, 7-64        |

### Mars
| Date    | Tournoi                                                                            | Vainqueurs                                          | Finalistes                               | Score              |
| ------- | ---------------------------------------------------------------------------------- | --------------------------------------------------- | ---------------------------------------- | ------------------ |
| 4 mars  | Challenger Bolivia Santa Cruz 82 000 $ – Terre battue                              | Camilo Ugo Carabelli                                | Murkel Dellien                           | 6-4, 6-2           |
| 4 mars  | Challenger Bolivia Santa Cruz 82 000 $ – Terre battue                              | Andrea Collarini Renzo Olivo                        | Hugo Dellien Murkel Dellien              | 6-4, 6-1           |
| 4 mars  | 4° Città di Lugano Lugano 74 825 $ – Dur (int.)                                    | Otto Virtanen                                       | Daniel Masur                             | 64-7, 6-4, 7-63    |
| 4 mars  | 4° Città di Lugano Lugano 74 825 $ – Dur (int.)                                    | Sander Arends Sem Verbeek                           | Constantin Frantzen Hendrik Jebens       | 69-7, 7-61, [10-8] |
| 4 mars  | Rwanda Challenger 2 Kigali 41 000 $ – Terre battue                                 | Marco Trungelliti                                   | Clément Tabur                            | 6-4, 6-2           |
| 4 mars  | Rwanda Challenger 2 Kigali 41 000 $ – Terre battue                                 | Thomas Fancutt Hunter Reese                         | S D Prajwal Dev David Pichler            | 6-1, 7-5           |
| 11 mars | Arizona Tennis Classic Phoenix 225 500 $ – Dur – Tableaux                          | Nuno Borges                                         | Matteo Berrettini                        | 7-5, 7-64          |
| 11 mars | Arizona Tennis Classic Phoenix 225 500 $ – Dur – Tableaux                          | Sadio Doumbia Fabien Reboul                         | Rinky Hijikata Henry Patten              | 6-3, 6-2           |
| 11 mars | Copa KIA Challenger de Santiago Santiago 82 000 $ – Terre battue – Tableaux        | Juan Pablo Varillas                                 | Facundo Bagnis                           | 6-3, 6-2           |
| 11 mars | Copa KIA Challenger de Santiago Santiago 82 000 $ – Terre battue – Tableaux        | Fernando Romboli Marcelo Zormann                    | Boris Arias Federico Zeballos            | 7-65, 6-4          |
| 11 mars | Kiskút Open Székesfehérvár 74 825 € – Terre battue (int.) – Tableaux               | Tseng Chun-hsin                                     | Titouan Droguet                          | 4-1 ab.            |
| 11 mars | Kiskút Open Székesfehérvár 74 825 € – Terre battue (int.) – Tableaux               | Titouan Droguet Matteo Martineau                    | André Göransson Denys Molchanov          | 4-6, 7-5, [10-8]   |
| 11 mars | Hamburg Ladies & Gents Cup Hambourg 36 900 € - Dur (int.) - Tableaux               | Henri Squire                                        | Clément Chidekh                          | 6-4, 6-2           |
| 11 mars | Hamburg Ladies & Gents Cup Hambourg 36 900 € - Dur (int.) - Tableaux               | Mattia Bellucci Rémy Bertola                        | Karol Drzewiecki Patrick Niklas-Salminen | 6-4, 7-5           |
| 18 mars | Paraguay Open Dove Men+Care Asuncion 82 000 $ – Terre battue –                     | Gustavo Heide                                       | João Fonseca                             | 7-5, 6-74, 6-1     |
| 18 mars | Paraguay Open Dove Men+Care Asuncion 82 000 $ – Terre battue –                     | Boris Arias Federico Zeballos                       | Gonzalo Bueno Alvaro Guillen Meza        | 6-2, 6-2           |
| 18 mars | Challenger Costa Cálida Región de Murcia Murcie 74 825 € – Terre battue – Tableaux | Henrique Rocha                                      | Nikoloz Basilashvili                     | 3-6, 7-60, 7-5     |
| 18 mars | Challenger Costa Cálida Región de Murcia Murcie 74 825 € – Terre battue – Tableaux | Théo Arribagé Victor Cornéa                         | Arjun Kadhe Jeevan Nedunchezhiyan        | 7-5, 6-1           |
| 18 mars | Falkensteiner Punta Skala Zadar Open Zadar 74 825 € – Terre battue – Tableaux      | Jozef Kovalík                                       | Adrian Andreev                           | 6-4, 6-2           |
| 18 mars | Falkensteiner Punta Skala Zadar Open Zadar 74 825 € – Terre battue – Tableaux      | Manuel Guinard Grégoire Jacq                        | Roman Jebavý Zdenek Kolar                | 6-4, 6-4           |
| 18 mars | Yucatan Open Merida 50 000 $ – Terre battue                                        | Tristan Boyer                                       | Juan Pablo Ficovich                      | 7-6 6, 6-2         |
| 18 mars | Yucatan Open Merida 50 000 $ – Terre battue                                        | Thomas Fancutt Hunter Reese                         | Boris Kozlov Stefan Kozlov               | 7-5, 6-3           |
| 25 mars | Napoli Tennis Cup Naples 148 625 $ – Terre battue                                  | Luca Nardi                                          | Pierre-Hugues Herbert                    | 6-7, 7-63, 6-2     |
| 25 mars | Napoli Tennis Cup Naples 148 625 $ – Terre battue                                  | Guido Andreozzi Miguel Ángel Reyes-Varela           | Théo Arribagé Victor Cornéa              | 6-4, 1-6, [10-7]   |
| 25 mars | Eurofirms Girona - Costa Brava Gérone 120 950 € – Terre battue – Tableaux          | Pedro Martínez                                      | Radu Albot                               | 7-5, 6-4           |
| 25 mars | Eurofirms Girona - Costa Brava Gérone 120 950 € – Terre battue – Tableaux          | Gonzalo Escobar Aleksandr Nedovyesov                | Jonathan Eysseric Albano Olivetti        | 7-61, 6-4          |
| 25 mars | San Luis Open San Luis Potosí 82 000 $ – Terre battue – Tableaux                   | Nicolas Mejia                                       | Matias Soto                              | 6-1, 5-7, 6-2      |
| 25 mars | San Luis Open San Luis Potosí 82 000 $ – Terre battue – Tableaux                   | Rithvik Choudary Bollipalli Niki Kaliyanda Poonacha | Antoine Bellier Marc-Andrea Hüsler       | 6-3, 6-2           |
| 25 mars | São Léo Open São Leopoldo 82 000 $ – Terre battue – Tableaux                       | Adolfo Daniel Vallejo                               | Enzo Couacaud                            | 6-3, 6-2           |
| 25 mars | São Léo Open São Leopoldo 82 000 $ – Terre battue – Tableaux                       | Marcelo Demoliner Orlando Luz                       | Liam Draxl Alexander Weis                | 7-5, 3-6, [10-8]   |

### Avril
| Date      | Tournoi                                                                                           | Vainqueurs                                          | Finalistes                                   | Score             |
| --------- | ------------------------------------------------------------------------------------------------- | --------------------------------------------------- | -------------------------------------------- | ----------------- |
| 1er avril | Mexico City Open Mexico 164 000 $ – Terre battue – Tableaux                                       | Thiago Agustín Tirante                              | Alexis Galarneau                             | 6-1, 6-3          |
| 1er avril | Mexico City Open Mexico 164 000 $ – Terre battue – Tableaux                                       | Ryan Seggerman Patrik Trhac                         | Tristan Schoolkate Adam Walton               | 5-7, 6-4, [10-5]  |
| 1er avril | ENGIE Open Florianópolis 82 000 $ – Terre battue – Tableaux                                       | Enzo Couacaud                                       | João Lucas Reis da Silva                     | 3-6, 6-4, 7-61    |
| 1er avril | ENGIE Open Florianópolis 82 000 $ – Terre battue – Tableaux                                       | Daniel Cukierman Carlos Sanchez Rover               | Lorenzo Joaquin Rodriguez Franco Roncadelli  | 6-0, 3-6, [10-4]  |
| 1er avril | Emilio Sanchez Challenger by Waterdrop Barcelone 74 825 € – Terre battue – Tableaux               | Nick Hardt                                          | Bernabé Zapata Miralles                      | 6-4, 3-6, 6-2     |
| 1er avril | Emilio Sanchez Challenger by Waterdrop Barcelone 74 825 € – Terre battue – Tableaux               | Daniel Rincón Oriol Roca Batalla                    | Jakob Schnaitter Mark Wallner                | 5-7, 6-4, [11-9]  |
| 1er avril | Open Città della Disfida Barletta 74 825 € – Terre battue – Tableaux                              | Damir Džumhur                                       | Harold Mayot                                 | 6-1, 6-3          |
| 1er avril | Open Città della Disfida Barletta 74 825 € – Terre battue – Tableaux                              | Zdeněk Kolář Tseng Chun-hsin                        | Théo Arribagé Benjamin Bonzi                 | 1-6, 6-3, [10-7]  |
| 8 avril   | Vitro Busan Open Pusan 164 000 $ – Dur – Tableaux                                                 | Yasutaka Uchiyama                                   | Hong Seong-chan                              | 7-64, 6-3         |
| 8 avril   | Vitro Busan Open Pusan 164 000 $ – Dur – Tableaux                                                 | Ray Ho Nam Ji-sung                                  | Chung Yun-seong Hsu Yu-hsiou                 | 6-2, 6-4          |
| 8 avril   | II Open Comunidad de Madrid Madrid 120 950 € – Terre battue – Tableaux                            | Stefano Napolitano                                  | Leandro Riedi                                | 6-3, 6-3          |
| 8 avril   | II Open Comunidad de Madrid Madrid 120 950 € – Terre battue – Tableaux                            | Harri Heliövaara Henry Patten                       | Guido Andreozzi Miguel Ángel Reyes-Varela    | 7-5, 7-61         |
| 8 avril   | Elizabeth Moore Sarasota Open Sarasota 82 000 $ – Terre battue – Tableaux                         | Thanasi Kokkinakis                                  | Zizou Bergs                                  | 6-3, 1-6, 6-0     |
| 8 avril   | Elizabeth Moore Sarasota Open Sarasota 82 000 $ – Terre battue – Tableaux                         | Tristan Boyer Oliver Crawford                       | Ethan Quinn Tennys Sandgren                  | 6-4, 6-2          |
| 8 avril   | Morelos Open presentado por Metaxchange Cuernavaca 82 000 $ – Dur – Tableaux                      | Giovanni Mpetshi Perricard                          | Nicolás Mejía                                | 7-5, 7-5          |
| 8 avril   | Morelos Open presentado por Metaxchange Cuernavaca 82 000 $ – Dur – Tableaux                      | Arjun Kadhe Jeevan Nedunchezhiyan                   | Piotr Matuszewski Matthew Christopher Romios | 7-65, 6-4         |
| 8 avril   | Split Open Split 74 825 € – Terre battue – Tableaux                                               | Jozef Kovalík                                       | Zsombor Piros                                | 6-4, 5-7, 7-5     |
| 8 avril   | Split Open Split 74 825 € – Terre battue – Tableaux                                               | Jonathan Eysseric Bart Stevens                      | Filip Bergevi Mick Veldheer                  | 0-6, 6-4, [10-8]  |
| 15 avril  | GNP Seguros Tennis Open Acapulco 164 000 $ – Dur – Tableaux                                       | Giovanni Mpetshi Perricard                          | Adam Walton                                  | 6-3, 6-3          |
| 15 avril  | GNP Seguros Tennis Open Acapulco 164 000 $ – Dur – Tableaux                                       | Rithvik Choudary Bollipalli Niki Kaliyanda Poonacha | Luke Johnson Skander Mansouri                | 7-64, 7-5         |
| 15 avril  | Oeiras Open 3 Oeiras 148 625 € – Terre battue – Tableaux                                          | Francisco Comesaña                                  | Ugo Blanchet                                 | 6-4, 3-6, 7-5     |
| 15 avril  | Oeiras Open 3 Oeiras 148 625 € – Terre battue – Tableaux                                          | Filip Bergevi Mick Veldheer                         | Sergio Martos Gornés Pétros Tsitsipás        | 6-1, 6-4          |
| 15 avril  | Gwangju Open Challenger Gwangju 82 000 $ – Dur – Tableaux                                         | Lloyd Harris                                        | Bu Yunchaokete                               | 6-2, 3-6, 6-4     |
| 15 avril  | Gwangju Open Challenger Gwangju 82 000 $ – Dur – Tableaux                                         | Lee Jea-moon Song Min-kyu                           | Cui Jie Lee Duck-hee                         | 1-6, 6-1. [10-3]  |
| 15 avril  | Tallahassee Tennis Challenger Tallahassee 82 000 $ – Terre battue – Tableaux                      | Zizou Bergs                                         | Mitchell Krueger                             | 6-4, 7-69         |
| 15 avril  | Tallahassee Tennis Challenger Tallahassee 82 000 $ – Terre battue – Tableaux                      | Simon Freund Johannes Ingildsen                     | William Blumberg Luis David Martínez         | 7-5, 7-64         |
| 15 avril  | AAT Challenger Santander Edicion Tucuman San Miguel de Tucumán 41 000 $ – Terre battue – Tableaux | Andrea Collarini                                    | Hernán Casanova                              | 6-4, 7-63         |
| 15 avril  | AAT Challenger Santander Edicion Tucuman San Miguel de Tucumán 41 000 $ – Terre battue – Tableaux | Luís Britto Gonzalo Villanueva                      | Patrick Harper David Stevenson               | 6-3, 6-2          |
| 22 avril  | Ostra Group Open Ostrava 74 825 € - Terre battue - Tableaux                                       | Damir Džumhur                                       | Henri Squire                                 | 6-2, 4-6, 7-5     |
| 22 avril  | Ostra Group Open Ostrava 74 825 € - Terre battue - Tableaux                                       | Jaime Faria Henrique Rocha                          | Jakob Schnaitter Mark Wallner                | 7-5, 6-3          |
| 22 avril  | Roma Garden Open Rome 74 825 € - Terre battue - Tableaux                                          | Alejandro Moro Cañas                                | Vilius Gaubas                                | 7-5, 6-3          |
| 22 avril  | Roma Garden Open Rome 74 825 € - Terre battue - Tableaux                                          | Luke Johnson Skander Mansouri                       | Lorenzo Rottoli Samuel Vincent Ruggeri       | 6-2, 6-4          |
| 22 avril  | Savannah Challenger Savannah 82 000 $ - Terre battue - Tableaux                                   | Alexander Ritschard                                 | Andrés Andrade                               | 6-2, 6-4          |
| 22 avril  | Savannah Challenger Savannah 82 000 $ - Terre battue - Tableaux                                   | Christian Harrison Marcus Willis                    | Simon Freund Johannes Ingildsen              | 6-3, 6-3          |
| 22 avril  | Shenzhen Luohu Challenger Shenzhen 82 000 $ - Dur - Tableaux                                      | Lloyd Harris                                        | James Duckworth                              | 6-3, 6-3          |
| 22 avril  | Shenzhen Luohu Challenger Shenzhen 82 000 $ - Dur - Tableaux                                      | Yuta Shimizu James Trotter                          | Wang Aoran Zhou Yi                           | 7-65, 7-64        |
| 22 avril  | Challenger Dove Men+Care Concepcion Concepción 41 000 $ - Terre battue - Tableaux                 | Gonzalo Bueno                                       | Juan Pablo Ficovich                          | 6-4, 6-0          |
| 22 avril  | Challenger Dove Men+Care Concepcion Concepción 41 000 $ - Terre battue - Tableaux                 | Seita Watanabe Takeru Yuzuki                        | Patrick Harper David Stevenson               | 6-4, 7-66         |
| 29 avril  | Open Aix Provence Crédit Agricole Aix-en-Provence 205 000 € - Terre battue - Tableaux             | Alejandro Tabilo                                    | Jaume Munar                                  | 6-3, 6-2          |
| 29 avril  | Open Aix Provence Crédit Agricole Aix-en-Provence 205 000 € - Terre battue - Tableaux             | Luke Johnson Skander Mansouri                       | Diego Hidalgo Cristian Rodríguez             | 6-3, 6-3          |
| 29 avril  | Sardegna Open Cagliari 205 000 € - Terre battue - Tableaux                                        | Mariano Navone                                      | Lorenzo Musetti                              | 7-5, 6-1          |
| 29 avril  | Sardegna Open Cagliari 205 000 € - Terre battue - Tableaux                                        | Sriram Balaji Andre Begemann                        | Boris Arias Federico Zeballos                | 6-4, 63-7, [10-6] |
| 29 avril  | Guangzhou Nansha International Challenger Guangzhou 82 000 $ - Dur - Tableaux                     | Tristan Schoolkate                                  | Adam Walton                                  | 6-3, 3-6, 6-3     |
| 29 avril  | Guangzhou Nansha International Challenger Guangzhou 82 000 $ - Dur - Tableaux                     | Blake Ellis Tristan Schoolkate                      | Nam Ji-sung Patrik Niklas-Salminen           | 6-2, 64-7, [10-4] |
| 29 avril  | Brasil Tennis Open Porto Alegre 41 000 $ - Terre battue - Tableaux                                | Ergi Kırkın                                         | Daniel Dutra da Silva                        | 6-3, 7-5          |
| 29 avril  | Brasil Tennis Open Porto Alegre 41 000 $ - Terre battue - Tableaux                                | Roberto Cid Subervi Kaichi Uchida                   | Patrick Harper David Stevenson               | 5-7, 7-61, [10-6] |

### Mai
| Date   | Tournoi                                                                                             | Vainqueurs                               | Finalistes                                    | Score            |
| ------ | --------------------------------------------------------------------------------------------------- | ---------------------------------------- | --------------------------------------------- | ---------------- |
| 6 mai  | Danube Upper Austria Open powered by SKE Mauthausen 120 950 € - Terre battue - Tableaux             | Lucas Pouille                            | Jozef Kovalík                                 | 6-3, 6-3         |
| 6 mai  | Danube Upper Austria Open powered by SKE Mauthausen 120 950 € - Terre battue - Tableaux             | Constantin Frantzen Hendrik Jebens       | Ryan Seggerman Patrik Trhac                   | 6-4, 6-4         |
| 6 mai  | Wuxi Open Wuxi 82 000 $ - Dur - Tableaux                                                            | Bu Yunchaokete                           | Egor Gerasimov                                | 6-4, 6-1         |
| 6 mai  | Wuxi Open Wuxi 82 000 $ - Dur - Tableaux                                                            | Calum Puttergill Reese Stalder           | Toshihide Matsui Kaito Uesugi                 | 7-68, 7-64       |
| 6 mai  | Advantage Cars Prague Open by Sport-Technik Bohemia Prague 74 825 € - Terre battue - Tableaux       | Jiří Veselý                              | Gauthier Onclin                               | 6-2, 3-6, 7-63   |
| 6 mai  | Advantage Cars Prague Open by Sport-Technik Bohemia Prague 74 825 € - Terre battue - Tableaux       | Jakob Schnaitter Mark Wallner            | Jiří Barnat Jan Hrazdil                       | 6-3, 6-1         |
| 6 mai  | Internazionali di Tennis Francavilla al Mare Francavilla al Mare 74 825 € - Terre battue - Tableaux | Titouan Droguet                          | Jacopo Berrettini                             | 6-3, 7-64        |
| 6 mai  | Internazionali di Tennis Francavilla al Mare Francavilla al Mare 74 825 € - Terre battue - Tableaux | Théo Arribagé Victor Vlad Cornea         | Sander Arends Matwé Middelkoop                | 7-61, 7-67       |
| 6 mai  | Santos Brasil Tennis Cup Santos 41 000 $ - Terre battue - Tableaux                                  | Alejo Lorenzo Lingua Lavallén            | Hady Habib                                    | 4-6, 6-4, 6-3    |
| 6 mai  | Santos Brasil Tennis Cup Santos 41 000 $ - Terre battue - Tableaux                                  | Roy Stepanov Andrés Urrea                | Hady Habib Trey Hilderbrand                   | Forfait          |
| 13 mai | BNP Paribas Primrose Bordeaux 205 000 € - Terre battue - Tableaux                                   | Arthur Fils                              | Pedro Martínez                                | 6-2, 6-3         |
| 13 mai | BNP Paribas Primrose Bordeaux 205 000 € - Terre battue - Tableaux                                   | Julian Cash Robert Galloway              | Quentin Halys Nicolas Mahut                   | 6-3, 7-62        |
| 13 mai | Piemonte Open Intesa Sanpaolo Turin 205 000 € - Terre battue - Tableaux                             | Francesco Passaro                        | Lorenzo Musetti                               | 6-3, 7-5         |
| 13 mai | Piemonte Open Intesa Sanpaolo Turin 205 000 € - Terre battue - Tableaux                             | Harri Heliövaara Henry Patten            | Andreas Mies Neal Skupski                     | 6-3, 6-3         |
| 13 mai | Santaizi Challenger Taipei 82 000 $ - Dur - Tableaux                                                | Adam Walton                              | Illya Marchenko                               | 3-6, 6-2, 7-63   |
| 13 mai | Santaizi Challenger Taipei 82 000 $ - Dur - Tableaux                                                | Ray Ho Nam Ji-sung                       | Toshihide Matsui Kaito Uesugi                 | 6-2, 6-2         |
| 13 mai | KIA Tunis Open Tunis 82 000 $ - Terre battue - Tableaux                                             | Oriol Roca Batalla                       | Valentin Royer                                | 7-65, 7-5        |
| 13 mai | KIA Tunis Open Tunis 82 000 $ - Terre battue - Tableaux                                             | Federico Agustín Gómez Marcus Willis     | Patrik Rikl Michael Vrbenský                  | 4-6, 6-1, [10-6] |
| 13 mai | Oeiras Open 4 Oeiras 74 825 € - Terre battue - Tableaux                                             | Jaime Faria                              | Elias Ymer                                    | 3-6, 7-63, 6-4   |
| 13 mai | Oeiras Open 4 Oeiras 74 825 € - Terre battue - Tableaux                                             | Anirudh Chandrasekar Arjun Kadhe         | Simon Freund Johannes Ingildsen               | 7-5, 6-4         |
| 20 mai | Macedonian Open Skopje 74 825 € - Terre battue - Tableaux                                           | Joel Schwärzler                          | Kamil Majchrzak                               | 6-3, 6-3         |
| 20 mai | Macedonian Open Skopje 74 825 € - Terre battue - Tableaux                                           | Ryan Seggerman Patrik Trhac              | Andrew Paulson Patrik Rikl                    | 6-3, 7-64        |
| 20 mai | Kachreti Challenger Kachreti 41 000 $ - Dur - Tableaux                                              | Robin Bertrand                           | Aleksandre Bakshi                             | 6-1, 3-6, 7-5    |
| 20 mai | Kachreti Challenger Kachreti 41 000 $ - Dur - Tableaux                                              | Charles Broom Ben Jones                  | Evgeny Karlovskiy Evgenii Tiurnev             | 3-6, 6-1, [10-8] |
| 20 mai | Schwaben Open Augsbourg 36 900 € - Terre battue - Tableaux                                          | Timofey Skatov                           | Elmer Møller                                  | 3-6, 7-5, 6-3    |
| 20 mai | Schwaben Open Augsbourg 36 900 € - Terre battue - Tableaux                                          | Jakob Schnaitter Mark Wallner            | David Pichler Michael Vrbenský                | 3-6, 6-2, [10-8] |
| 27 mai | UAMS Health Little Rock Open Little Rock 82 000 $ - Dur - Tableaux                                  | Mitchell Krueger                         | Yuta Shimizu                                  | 6-3, 6-4         |
| 27 mai | UAMS Health Little Rock Open Little Rock 82 000 $ - Dur - Tableaux                                  | Liam Draxl Benjamin Sigouin              | Rithvik Choudary Bollipalli Hans Hach Verdugo | 6-4, 3-6, [10-7] |
| 27 mai | Trofeo FL Service - Città di Vicenza Vicence 74 825 € - Terre battue - Tableaux                     | Tseng Chun-hsin                          | Marco Trungelliti                             | 6-3, 6-2         |
| 27 mai | Trofeo FL Service - Città di Vicenza Vicence 74 825 € - Terre battue - Tableaux                     | Vladyslav Manafov Patrik Niklas-Salminen | Andre Begemann Niki Kaliyanda Poonacha        | 6-3, 6-4         |

### Juin
| Date    | Tournoi                                                                               | Vainqueurs                                | Finalistes                          | Score             |
| ------- | ------------------------------------------------------------------------------------- | ----------------------------------------- | ----------------------------------- | ----------------- |
| 3 juin  | Lexus Surbiton Trophy Surbiton 148 625 € - Gazon - Tableaux                           | Lloyd Harris                              | Leandro Riedi                       | 7-68, 7-5         |
| 3 juin  | Lexus Surbiton Trophy Surbiton 148 625 € - Gazon - Tableaux                           | Julian Cash Robert Galloway               | Nicolás Barrientos Diego Hidalgo    | 6-4, 6-4          |
| 3 juin  | Neckarcup Heilbronn 120 950 € - Terre battue - Tableaux                               | Sumit Nagal                               | Alexander Ritschard                 | 6-1, 65-7, 6-3    |
| 3 juin  | Neckarcup Heilbronn 120 950 € - Terre battue - Tableaux                               | Romain Arneodo Geoffrey Blancaneaux       | Jakob Schnaitter Mark Wallner       | 7-65, 5-7, [10-3] |
| 3 juin  | Unicredit Czech Open Prostějov 120 950 € - Terre battue - Tableaux                    | Jérôme Kym                                | Tseng Chun-hsin                     | 6-2, 3-6, 6-2     |
| 3 juin  | Unicredit Czech Open Prostějov 120 950 € - Terre battue - Tableaux                    | Ivan Liutarevich Sergio Martos Gornés     | Matwé Middelkoop Philipp Oswald     | 6-1, 6-4          |
| 3 juin  | Tyler Tennis Championships Tyler 82 000 $ - Dur - Tableaux                            | James Trotter                             | Brandon Holt                        | 6-2, 7-63         |
| 3 juin  | Tyler Tennis Championships Tyler 82 000 $ - Dur - Tableaux                            | Hans Hach Verdugo James Trotter           | Andrés Andrade Abdullah Shelbayh    | 7-63, 6-4         |
| 3 juin  | Zagreb Open Zagreb 74 825 € - Terre battue - Tableaux                                 | Damir Džumhur                             | Luka Mikrut                         | 7-5, 6-0          |
| 3 juin  | Zagreb Open Zagreb 74 825 € - Terre battue - Tableaux                                 | Jonathan Eysseric Quentin Halys           | Alexandru Jecan Henrique Rocha      | 6-4, 6-4          |
| 3 juin  | AAT Challenger Santander Edicion Santa Fe Santa Fe 41 000 $ - Terre battue - Tableaux | Andrea Collarini                          | Facundo Mena                        | 6-2, 6-3          |
| 3 juin  | AAT Challenger Santander Edicion Santa Fe Santa Fe 41 000 $ - Terre battue - Tableaux | Hady Habib Trey Hilderbrand               | Ignacio Carou Facundo Mena          | 65-7, 6-2, [10-4] |
| 10 juin | Rothesay Open Nottingham 148 625 € - Gazon - Tableaux                                 | Jacob Fearnley                            | Charles Broom                       | 4-6, 6-4, 6-3     |
| 10 juin | Rothesay Open Nottingham 148 625 € - Gazon - Tableaux                                 | John Peers Marcus Willis                  | Harold Mayot Luke Saville           | 6-1, 61-7, [10-7] |
| 10 juin | Internazionali di Tennis Città di Perugia Pérouse 148 625 € - Terre battue - Tableaux | Luciano Darderi                           | Sumit Nagal                         | 6-1, 6-2          |
| 10 juin | Internazionali di Tennis Città di Perugia Pérouse 148 625 € - Terre battue - Tableaux | Guido Andreozzi Miguel Ángel Reyes-Varela | Sriram Balaji Andre Begemann        | 6-4, 7-5          |
| 10 juin | Bratislava Open Bratislava 120 950 € - Terre battue - Tableaux                        | Kamil Majchrzak                           | Henrique Rocha                      | 6-0, 2-6, 6-3     |
| 10 juin | Bratislava Open Bratislava 120 950 € - Terre battue - Tableaux                        | Jakob Schnaitter Mark Wallner             | Miloš Karol Tomáš Láník             | 6-4, 6-4          |
| 10 juin | Open Sopra Steria Lyon 120 950 € - Terre battue - Tableaux                            | Hugo Gaston                               | Alexandre Müller                    | 6-2, 1-6, 6-1     |
| 10 juin | Open Sopra Steria Lyon 120 950 € - Terre battue - Tableaux                            | Manuel Guinard Grégoire Jacq              | Markos Kalovelonis Vladyslav Orlov  | 4-6, 6-3, [10-6]  |
| 10 juin | Lima Challenger Lima 41 000 $ - Terre battue - Tableaux                               | Juan Manuel Cerúndolo                     | Pedro Boscardin Dias                | 6-4, 6-3          |
| 10 juin | Lima Challenger Lima 41 000 $ - Terre battue - Tableaux                               | Hady Habib Trey Hilderbrand               | Pedro Boscardin Dias Pedro Sakamoto | 7-5, 6-3          |
| 17 juin | Emilia-Romagna Tennis Cup Sassuolo 148 625 € - Terre battue - Tableaux                | Jesper de Jong                            | Daniel Altmaier                     | 7-65, 6-1         |
| 17 juin | Emilia-Romagna Tennis Cup Sassuolo 148 625 € - Terre battue - Tableaux                | Marco Bortolotti Matthew Romios           | Ryan Seggerman Patrik Trhac         | 7-67, 2-6, [11-9] |
| 17 juin | Lexus Ilkley Trophy Ilkley 148 625 € - Gazon - Tableaux                               | David Goffin                              | Harold Mayot                        | 6-4, 6-2          |
| 17 juin | Lexus Ilkley Trophy Ilkley 148 625 € - Gazon - Tableaux                               | Evan King Reese Stalder                   | Christian Harrison Fabrice Martin   | 6-3, 3-6, [10-6]  |
| 17 juin | Enea Poznan Open Poznań 74 825 € - Terre battue - Tableaux                            | Maks Kaśnikowski                          | Camilo Ugo Carabelli                | 3-6, 6-4, 6-3     |
| 17 juin | Enea Poznan Open Poznań 74 825 € - Terre battue - Tableaux                            | Orlando Luz Marcelo Zormann               | Jakob Schnaitter Mark Wallner       | 5-7, 6-2, [10-6]  |
| 17 juin | Internationaux de Tennis de Blois Blois 36 900 € - Terre battue - Tableaux            | Ričardas Berankis                         | Calvin Hemery                       | 7-64, 7-5         |
| 17 juin | Internationaux de Tennis de Blois Blois 36 900 € - Terre battue - Tableaux            | Benjamin Lock Courtney John Lock          | Corentin Denolly Arthur Gea         | 1-6, 6-3, [10-4]  |
| 17 juin | Challenger Bolivia 2 Santa Cruz de la Sierra 41 000 $ - Terre battue - Tableaux       | Juan Manuel Cerúndolo                     | Álvaro Guillén Meza                 | 3-6, 6-1, 6-4     |
| 17 juin | Challenger Bolivia 2 Santa Cruz de la Sierra 41 000 $ - Terre battue - Tableaux       | Hady Habib Trey Hilderbrand               | Finn Reynolds Matías Soto           | 3-6, 6-3, [10-7]  |
| 24 juin | Aspria Tennis Cup Milan 74 825 € - Terre battue - Tableaux                            | Federico Agustín Gómez                    | Filip Cristian Jianu                | 6-3, 6-4          |
| 24 juin | Aspria Tennis Cup Milan 74 825 € - Terre battue - Tableaux                            | Andre Begemann Jonathan Eysseric          | Petr Nouza Patrik Rikl              | 2-6, 6-4, [10-6]  |
| 24 juin | Ibague Open Ibagué 41 000 $ - Terre battue - Tableaux                                 | Álvaro Guillén Meza                       | Facundo Mena                        | 6-0, 6-4          |
| 24 juin | Ibague Open Ibagué 41 000 $ - Terre battue - Tableaux                                 | Finn Reynolds Matías Soto                 | Leonardo Aboian Valerio Aboian      | 6-4, 4-6, [10-7]  |

### Juillet
| Date        | Tournoi                                                                      | Vainqueurs                                       | Finalistes                               | Score              |
| ----------- | ---------------------------------------------------------------------------- | ------------------------------------------------ | ---------------------------------------- | ------------------ |
| 1er juillet | Cranbrook Tennis Classic Bloomfield Hills 82 000 $ - Dur - Tableaux          | Learner Tien                                     | Nishesh Basavareddy                      | 4-6, 6-3, 6-4      |
| 1er juillet | Cranbrook Tennis Classic Bloomfield Hills 82 000 $ - Dur - Tableaux          | Ryan Seggerman Patrik Trhac                      | Ozan Baris Nishesh Basavareddy           | 4-6, 6-3, [10-6]   |
| 1er juillet | Ion Țiriac Challenger Brașov 74 825 € - Terre battue - Tableaux              | Murkel Dellien                                   | Dmitry Popko                             | 6-3, 7-5           |
| 1er juillet | Ion Țiriac Challenger Brașov 74 825 € - Terre battue - Tableaux              | Javier Barranco Cosano Nicolas Moreno de Alboran | Karol Drzewiecki Piotr Matuszewski       | 3-6, 6-1, [17-15]  |
| 1er juillet | Tennis Open Karlsruhe Karlsruhe 74 825 € - Terre battue - Tableaux           | Jozef Kovalík                                    | Camilo Ugo Carabelli                     | 6-3, 7-62          |
| 1er juillet | Tennis Open Karlsruhe Karlsruhe 74 825 € - Terre battue - Tableaux           | Jakob Schnaitter Mark Wallner                    | Dan Added Grégoire Jacq                  | 6-4, 6-0           |
| 1er juillet | Modena Challenger Modène 74 825 € - Terre battue - Tableaux                  | Albert Ramos-Viñolas                             | Federico Arnaboldi                       | 6-4, 3-6, 6-2      |
| 1er juillet | Modena Challenger Modène 74 825 € - Terre battue - Tableaux                  | Jonathan Eysseric George Goldhoff                | Andre Begemann Patrik Niklas-Salminen    | 6-3, 3-6, [10-8]   |
| 1er juillet | Internationaux de Tennis de Troyes Troyes 36 900 € - Terre battue - Tableaux | Gabriel Debru                                    | Timofey Skatov                           | 6-3, 61-7, 7-5     |
| 1er juillet | Internationaux de Tennis de Troyes Troyes 36 900 € - Terre battue - Tableaux | Neil Oberleitner Jakub Paul                      | Denis Istomin Evgeny Karlovskiy          | 6-4, 7-61          |
| 8 juillet   | Brawo Open Brunswick 148 625 € - Terre battue - Tableaux                     | Roberto Carballés Baena                          | Botic van de Zandschulp                  | 6-1, 6-3           |
| 8 juillet   | Brawo Open Brunswick 148 625 € - Terre battue - Tableaux                     | Sander Arends Robin Haase                        | Sriram Balaji Gonzalo Escobar            | 4-6, 6-4, [10-8]   |
| 8 juillet   | Sparkasse Salzburg Open Salzbourg 148 625 € - Terre battue - Tableaux        | Alexander Ritschard                              | Kyrian Jacquet                           | 6-4, 6-2           |
| 8 juillet   | Sparkasse Salzburg Open Salzbourg 148 625 € - Terre battue - Tableaux        | Manuel Guinard Grégoire Jacq                     | Petr Nouza Patrik Rikl                   | 2-6, 6-3, [14-12]  |
| 8 juillet   | Concord Iași Open Iași 120 950 € - Terre battue - Tableaux                   | Hugo Dellien                                     | Javier Barranco Cosano                   | 6-1, 6-1           |
| 8 juillet   | Concord Iași Open Iași 120 950 € - Terre battue - Tableaux                   | Cezar Crețu Bogdan Pavel                         | Karol Drzewiecki Piotr Matuszewski       | 2-6, 6-2, [10-4]   |
| 8 juillet   | Citta di Trieste Challenger Trieste 120 950 € - Terre battue - Tableaux      | Federico Agustín Gómez                           | Tomás Barrios Vera                       | 6-1, 6-2           |
| 8 juillet   | Citta di Trieste Challenger Trieste 120 950 € - Terre battue - Tableaux      | Marco Bortolotti Matthew Romios                  | Daniel Dutra da Silva Courtney John Lock | 6-2, 7-66          |
| 8 juillet   | Winnipeg National Bank Challenger Winnipeg 82 000 $ - Dur - Tableaux         | Benjamin Bonzi                                   | Sho Shimabukuro                          | 5-7, 6-1, 6-4      |
| 8 juillet   | Winnipeg National Bank Challenger Winnipeg 82 000 $ - Dur - Tableaux         | Christian Harrison Cannon Kingsley               | Yuta Shimizu Kaichi Uchida               | 6-1, 6-4           |
| 15 juillet  | Les Championnats Banque Nationale de Granby Granby 82 000 $ - Dur - Tableaux | Bu Yunchaokete                                   | Térence Atmane                           | 6-3, 67-7, 6-4     |
| 15 juillet  | Les Championnats Banque Nationale de Granby Granby 82 000 $ - Dur - Tableaux | Andrés Andrade Mac Kiger                         | Justin Boulais Joshua Lapadat            | 3-6, 6-3, [10-2]   |
| 15 juillet  | Van Mossel KIA Dutch Open Amersfoort 74 825 € - Terre battue - Tableaux      | Tomás Barrios Vera                               | Daniel Rincón                            | 6-2, 6-1           |
| 15 juillet  | Van Mossel KIA Dutch Open Amersfoort 74 825 € - Terre battue - Tableaux      | Marcelo Demoliner Guillermo Durán                | Jay Clarke David Stevenson               | 7-62, 6-4          |
| 15 juillet  | President's Cup Astana 41 000 $ - Dur - Tableaux                             | Dimitar Kuzmanov                                 | Saba Purtseladze                         | 6-4, 6-3           |
| 15 juillet  | President's Cup Astana 41 000 $ - Dur - Tableaux                             | Egor Agafonov Ilia Simakin                       | Denis Istomin Evgeny Karlovskiy          | 6-4, 6-3           |
| 15 juillet  | Open de Tenis Ciudad de Pozoblanco Pozoblanco 36 900 € - Dur - Tableaux      | August Holmgren                                  | Antoine Escoffier                        | 3-6, 6-3, 6-4      |
| 15 juillet  | Open de Tenis Ciudad de Pozoblanco Pozoblanco 36 900 € - Dur - Tableaux      | Dan Added Arthur Reymond                         | Liam Hignett James MacKinlay             | 6-2, 6-4           |
| 22 juillet  | Dialectic Zug Open Zoug 148 625 € - Terre battue - Tableaux                  | Jérôme Kym                                       | Román Andrés Burruchaga                  | 6-4, 6-4           |
| 22 juillet  | Dialectic Zug Open Zoug 148 625 € - Terre battue - Tableaux                  | Jurij Rodionov Volodymyr Uzhylovskyi             | Seita Watanabe Takeru Yuzuki             | 7-65, 7-65         |
| 22 juillet  | Internazionali di Tennis Verona Vérone 120 950 € - Terre battue - Tableaux   | Federico Arnaboldi                               | Vilius Gaubas                            | 6-2, 6-2           |
| 22 juillet  | Internazionali di Tennis Verona Vérone 120 950 € - Terre battue - Tableaux   | Marcelo Demoliner Guillermo Durán                | Yanaki Milev Petr Nesterov               | 6-7, 7-63, [15-13] |
| 22 juillet  | Chicago Men's Challenger Chicago 82 000 $ - Dur - Tableaux                   | Gabriel Diallo                                   | Bu Yunchaokete                           | 6-3, 7-63          |
| 22 juillet  | Chicago Men's Challenger Chicago 82 000 $ - Dur - Tableaux                   | Luke Saville Li Tu                               | Mac Kiger Benjamin Sigouin               | 6-4, 3-6, [10-3]   |
| 22 juillet  | Tampere Open Tampere 74 825 € - Terre battue - Tableaux                      | Daniel Rincón                                    | Calvin Hemery                            | 6-1, 7-64          |
| 22 juillet  | Tampere Open Tampere 74 825 € - Terre battue - Tableaux                      | Íñigo Cervantes Daniel Rincón                    | Thomas Fancutt Johannes Ingildsen        | 6-3, 6-4           |
| 22 juillet  | Open Castilla y León Ségovie 36 900 € - Dur - Tableaux                       | Antoine Escoffier                                | Álex Martínez                            | 6-3, 2-6, 6-3      |
| 22 juillet  | Open Castilla y León Ségovie 36 900 € - Dur - Tableaux                       | Dan Added Arthur Reymond                         | Alexander Donski Tiago Pereira           | 6-4, 6-3           |
| 29 juillet  | Porto Open Porto 148 625 € - Dur - Tableaux                                  | August Holmgren                                  | Alejandro Moro Cañas                     | 7-63, 7-66         |
| 29 juillet  | Porto Open Porto 148 625 € - Dur - Tableaux                                  | Sander Arends Luke Johnson                       | Joshua Paris Ramkumar Ramanathan         | 6-3, 6-2           |
| 29 juillet  | San Marino Tennis Open Saint-Marin 148 625 € - Terre battue - Tableaux       | Alexandre Müller                                 | Fabio Fognini                            | 6-3, 4-6, 7-63     |
| 29 juillet  | San Marino Tennis Open Saint-Marin 148 625 € - Terre battue - Tableaux       | Petr Nouza Patrik Rikl                           | Théo Arribagé Orlando Luz                | 1-6, 7-5, [10-6]   |
| 29 juillet  | Platzmann Open Lüdenscheid 120 950 € - Terre battue - Tableaux               | Raphaël Collignon                                | Botic van de Zandschulp                  | 3-6, 6-4, 6-3      |
| 29 juillet  | Platzmann Open Lüdenscheid 120 950 € - Terre battue - Tableaux               | David Pel Bart Stevens                           | Matwé Middelkoop Denys Molchanov         | 6-4, 2-6, [10-8]   |
| 29 juillet  | Lexington Challenger Lexington 82 000 $ - Dur - Tableaux                     | João Fonseca                                     | Coleman Wong                             | 6-1, 6-4           |
| 29 juillet  | Lexington Challenger Lexington 82 000 $ - Dur - Tableaux                     | André Göransson Sem Verbeek                      | Yuta Shimizu James Trotter               | 6-4, 6-3           |
| 29 juillet  | Svijany Open Liberec 74 825 € - Terre battue - Tableaux                      | Hugo Dellien                                     | Elmer Møller                             | 5-7, 6-4, 6-1      |
| 29 juillet  | Svijany Open Liberec 74 825 € - Terre battue - Tableaux                      | Jonáš Forejtek Michael Vrbenský                  | Miloš Karol Tomáš Láník                  | 7-5, 65-7, [10-4]  |

### Août
| Date    | Tournoi                                                                                  | Vainqueurs                              | Finalistes                                   | Score              |
| ------- | ---------------------------------------------------------------------------------------- | --------------------------------------- | -------------------------------------------- | ------------------ |
| 5 août  | DirecTV Open Bogota Bogota 82 000 $ - Terre battue - Tableaux                            | Facundo Mena                            | Mateus Alves                                 | 6-4, 7-5           |
| 5 août  | DirecTV Open Bogota Bogota 82 000 $ - Terre battue - Tableaux                            | Finn Reynolds Matías Soto               | Benjamin Lock João Lucas Reis da Silva       | 6-3, 6-4           |
| 5 août  | Lincoln Challenger Lincoln 82 000 $ - Dur - Tableaux                                     | Jacob Fearnley                          | Bu Yunchaokete                               | 6-4, 6-2           |
| 5 août  | Lincoln Challenger Lincoln 82 000 $ - Dur - Tableaux                                     | Robert Cash JJ Tracy                    | Ariel Behar Luke Johnson                     | 7-66, 6-3          |
| 5 août  | Bonn Open Bonn 74 825 € - Terre battue - Tableaux                                        | Hugo Dellien                            | Maximilian Marterer                          | 7-62, 6-0          |
| 5 août  | Bonn Open Bonn 74 825 € - Terre battue - Tableaux                                        | Théo Arribagé Orlando Luz               | Jeevan Nedunchezhiyan Vijay Sundar Prashanth | 6-2, 6-4           |
| 5 août  | Serena Wines 1881 - Acqua Maniva Tennis Cup Cordenons 74 825 € - Terre battue - Tableaux | Vilius Gaubas                           | Carlos Taberner                              | 2-6, 6-2, 6-4      |
| 5 août  | Serena Wines 1881 - Acqua Maniva Tennis Cup Cordenons 74 825 € - Terre battue - Tableaux | Marco Bortolotti Matthew Romios         | Jiří Barnat Andrew Paulson                   | Forfait            |
| 12 août | RD Open Saint-Domingue 164 000 $ - Terre battue - Tableaux                               | Damir Džumhur                           | Andrés Andrade                               | 6-4, 6-4           |
| 12 août | RD Open Saint-Domingue 164 000 $ - Terre battue - Tableaux                               | Diego Hidalgo Miguel Ángel Reyes-Varela | Sriram Balaji Fernando Romboli               | 62-7, 6-4, [18-16] |
| 12 août | Cary Tennis Classic Cary 133 250 $ - Dur - Tableaux                                      | Roman Safiullin                         | Mattia Bellucci                              | 1-6, 7-5, 7-5      |
| 12 août | Cary Tennis Classic Cary 133 250 $ - Dur - Tableaux                                      | John Peers John-Patrick Smith           | Federico Agustín Gómez Pétros Tsitsipás      | Forfait            |
| 12 août | Internazionali di Tennis Citta di Todi Todi 74 825 € - Terre battue - Tableaux           | Carlos Taberner                         | Santiago Rodríguez Taverna                   | 6-4, 6-3           |
| 12 août | Internazionali di Tennis Citta di Todi Todi 74 825 € - Terre battue - Tableaux           | Ivan Sabanov Matej Sabanov              | Filip Bergevi Mick Veldheer                  | 6-4, 7-63          |
| 12 août | Kozerki Open Grodzisk Mazowiecki 74 825 € - Dur - Tableaux                               | Marc-Andrea Hüsler                      | Vít Kopřiva                                  | 6-1, 6-4           |
| 12 août | Kozerki Open Grodzisk Mazowiecki 74 825 € - Dur - Tableaux                               | Charles Broom David Stevenson           | Daniel Cukierman Johannes Ingildsen          | 6-3, 7-63          |
| 19 août | Jinan Open Jinan 41 000 $ - Dur - Tableaux                                               | Wu Yibing                               | Rio Noguchi                                  | 7-5, 6-3           |
| 19 août | Jinan Open Jinan 41 000 $ - Dur - Tableaux                                               | Chung Yun-seong Yuta Shimizu            | Rio Noguchi Edward Winter                    | 6-3, 65-7, [10-6]  |
| 19 août | IZIDA Cup Dobrich 36 900 € - Terre battue - Tableaux                                     | Juan Bautista Torres                    | Ivan Gakhov                                  | 5-7, 6-0, 7-5      |
| 19 août | IZIDA Cup Dobrich 36 900 € - Terre battue - Tableaux                                     | Alexander Merino Christoph Negritu      | Victor Vlad Cornea Ergi Kırkın               | 6-4, 6-2           |
| 26 août | Zhangjiagang International Challenger Zhangjiagang 82 000 $ - Dur - Tableaux             | Yasutaka Uchiyama                       | Mark Lajal                                   | 64-7, 6-2, 6-2     |
| 26 août | Zhangjiagang International Challenger Zhangjiagang 82 000 $ - Dur - Tableaux             | Kaichi Uchida Takeru Yuzuki             | Francis Alcantara Pruchya Isaro              | 6-1, 7-5           |
| 26 août | Challenger Città di Como Côme 74 825 € - Terre battue - Tableaux                         | Gabriel Debru                           | Ignacio Buse                                 | 6-1, 2-6, 6-3      |
| 26 août | Challenger Città di Como Côme 74 825 € - Terre battue - Tableaux                         | Victor Vlad Cornea Denys Molchanov      | Alexandru Jecan Ivan Liutarevich             | 6-2, 6-3           |
| 26 août | Rafa Nadal Open by Movistar Majorque 74 825 € - Dur - Tableaux                           | Duje Ajduković                          | Matteo Gigante                               | 4-6, 6-3, 6-4      |
| 26 août | Rafa Nadal Open by Movistar Majorque 74 825 € - Dur - Tableaux                           | David Pichler Jurij Rodionov            | Anirudh Chandrasekar David Vega Hernández    | 1-6, 6-3, [10-7]   |
| 26 août | Clube Tenis Porto Challenger Porto 74 825 € - Terre battue - Tableaux                    | Adrian Andreev                          | Carlos Taberner                              | 6-3, 6-0           |
| 26 août | Clube Tenis Porto Challenger Porto 74 825 € - Terre battue - Tableaux                    | Daniel Cukierman Piotr Matuszewski      | Romain Arneodo Théo Arribagé                 | 6-4, 6-0           |

### Septembre
| Date         | Tournoi                                                                              | Vainqueurs                                   | Finalistes                                     | Score             |
| ------------ | ------------------------------------------------------------------------------------ | -------------------------------------------- | ---------------------------------------------- | ----------------- |
| 2 septembre  | AON Open Challenger Gênes 148 625 € - Terre battue - Tableaux                        | Francesco Passaro                            | Jaume Munar                                    | 7-5, 6-3          |
| 2 septembre  | AON Open Challenger Gênes 148 625 € - Terre battue - Tableaux                        | Benjamin Hassan David Vega Hernández         | Romain Arneodo Théo Arribagé                   | 6-4, 7-5          |
| 2 septembre  | LXI Copa Sevilla Séville 148 625 € - Terre battue - Tableaux                         | Roberto Carballés Baena                      | Daniel Altmaier                                | 6-3, 7-5          |
| 2 septembre  | LXI Copa Sevilla Séville 148 625 € - Terre battue - Tableaux                         | Petr Nouza Patrik Rikl                       | George Goldhoff Fernando Romboli               | 6-3, 6-2          |
| 2 septembre  | Road to the Rolex Shanghai Masters Shanghai 133 250 $ - Dur - Tableaux               | Sho Shimabukuro                              | Hsu Yu-hsiou                                   | 6-4, 6-4          |
| 2 septembre  | Road to the Rolex Shanghai Masters Shanghai 133 250 $ - Dur - Tableaux               | Cristian Rodríguez Matthew Romios            | Rithvik Choudary Bollipalli Arjun Kadhe        | 7-64, 1-6, [10-7] |
| 2 septembre  | NO OPEN powered by EVN Tulln 120 950 € - Terre battue - Tableaux                     | Jan Choinski                                 | Lukas Neumayer                                 | 6-4, 6-1          |
| 2 septembre  | NO OPEN powered by EVN Tulln 120 950 € - Terre battue - Tableaux                     | Miloš Karol Vitaliy Sachko                   | Karol Drzewiecki Piotr Matuszewski             | 6-4, 2-6, [11-9]  |
| 2 septembre  | Istanbul Challenger TED Open Istanbul 82 000 $ - Dur - Tableaux                      | Damir Džumhur                                | Hamad Medjedović                               | 6-4, 6-2          |
| 2 septembre  | Istanbul Challenger TED Open Istanbul 82 000 $ - Dur - Tableaux                      | Aleksandre Bakshi Yankı Erel                 | August Holmgren Johannes Ingildsen             | 7-64, 7-5         |
| 2 septembre  | Cassis Open Provence by Cabesto Cassis 74 825 € - Dur - Tableaux                     | Richard Gasquet                              | Jurij Rodionov                                 | 3-6, 6-1, 6-2     |
| 2 septembre  | Cassis Open Provence by Cabesto Cassis 74 825 € - Dur - Tableaux                     | Jaime Faria Henrique Rocha                   | Manuel Guinard Matteo Martineau                | 7-65, 6-4         |
| 9 septembre  | Invest in Szczecin Open Szczecin 148 625 € - Terre battue - Tableaux                 | Vít Kopřiva                                  | Andrea Pellegrino                              | 7-5, 6-2          |
| 9 septembre  | Invest in Szczecin Open Szczecin 148 625 € - Terre battue - Tableaux                 | Guido Andreozzi Théo Arribagé                | Ryan Seggerman Szymon Walków                   | 6-2, 6-1          |
| 9 septembre  | Guangzhou Huangpu International Tennis Open Guangzhou 133 250 $ - Dur - Tableaux     | Christopher O'Connell                        | Sho Shimabukuro                                | 1-6, 7-5, 7-65    |
| 9 septembre  | Guangzhou Huangpu International Tennis Open Guangzhou 133 250 $ - Dur - Tableaux     | Evan King Reese Stalder                      | Francis Alcantara Pruchya Isaro                | 4-6, 7-5, [10-5]  |
| 9 septembre  | Open Blot Rennes Rennes 120 950 € - Dur (int.) - Tableaux                            | Jacob Fearnley                               | Quentin Halys                                  | 0-6, 7-65, 6-3    |
| 9 septembre  | Open Blot Rennes Rennes 120 950 € - Dur (int.) - Tableaux                            | Sander Arends Grégoire Jacq                  | Antoine Escoffier Joshua Paris                 | 6-4, 6-2          |
| 9 septembre  | Las Vegas Tennis Open Las Vegas 82 000 $ - Dur - Tableaux                            | Learner Tien                                 | Tristan Boyer                                  | 7-5, 1-6, 6-3     |
| 9 septembre  | Las Vegas Tennis Open Las Vegas 82 000 $ - Dur - Tableaux                            | Trey Hilderbrand Alex Lawson                 | Tristan Boyer Tennyson Whiting                 | 69-7, 7-5, [10-8] |
| 9 septembre  | IZIDA CUP Dobrich 36 900 € - Terre battue - Tableaux                                 | Guy den Ouden                                | Jelle Sels                                     | 6-2, 6-3          |
| 9 septembre  | IZIDA CUP Dobrich 36 900 € - Terre battue - Tableaux                                 | Liam Draxl Cleeve Harper                     | Francesco Maestrelli Filippo Romano            | 6-1, 3-6, [12-10] |
| 16 septembre | Bad Waltersdorf Trophy Bad Waltersdorf 148 625 € - Terre battue - Tableaux           | Jaume Munar                                  | Thiago Seyboth Wild                            | 6-2, 6-1          |
| 16 septembre | Bad Waltersdorf Trophy Bad Waltersdorf 148 625 € - Terre battue - Tableaux           | Petr Nouza Patrik Rikl                       | Guido Andreozzi Sriram Balaji                  | 6-4, 4-6, [10-5]  |
| 16 septembre | Saint-Tropez Open Saint-Tropez 148 625 € - Dur - Tableaux                            | Gijs Brouwer                                 | Lucas Pouille                                  | 6-4, 7-62         |
| 16 septembre | Saint-Tropez Open Saint-Tropez 148 625 € - Dur - Tableaux                            | Sander Arends Luke Johnson                   | André Göransson Sem Verbeek                    | 3-6, 6-3, [10-4]  |
| 16 septembre | Columbus Challenger Columbus 82 000 $ - Dur (int.) - Tableaux                        | Naoki Nakagawa                               | James Trotter                                  | 7-68, 5-7, 7-65   |
| 16 septembre | Columbus Challenger Columbus 82 000 $ - Dur (int.) - Tableaux                        | Hans Hach Verdugo James Trotter              | Christian Harrison Ethan Quinn                 | 6-4, 66-7, [11-9] |
| 16 septembre | KIA Open Cali 82 000 $ - Terre battue - Tableaux                                     | Juan Pablo Ficovich                          | Gonzalo Bueno                                  | 6-1, 6-4          |
| 16 septembre | KIA Open Cali 82 000 $ - Terre battue - Tableaux                                     | Juan Carlos Aguilar Conner Huertas del Pino  | Juan Sebastián Gómez Johan Alexander Rodríguez | 5-7, 6-3, [10-7]  |
| 16 septembre | BCR Sibiu Open Sibiu 36 900 € - Terre battue - Tableaux                              | Valentin Royer                               | Luka Pavlovic                                  | 6-4, 6-0          |
| 16 septembre | BCR Sibiu Open Sibiu 36 900 € - Terre battue - Tableaux                              | Alexander Merino Christoph Negritu           | Liam Draxl Cleeve Harper                       | 6-2, 7-62         |
| 23 septembre | Co'met Orleans Open Orléans 148 625 € - Dur (int.) - Tableaux                        | Jacob Fearnley                               | Harold Mayot                                   | 6-3, 7-65         |
| 23 septembre | Co'met Orleans Open Orléans 148 625 € - Dur (int.) - Tableaux                        | Benjamin Bonzi Sascha Gueymard Wayenburg     | Manuel Guinard Grégoire Jacq                   | 7-67, 4-6, [10-5] |
| 23 septembre | Challenger Dove Men+Care Antofagasta Antofagasta 133 250 $ - Terre battue - Tableaux | Juan Manuel Cerúndolo                        | Daniel Vallejo                                 | 3-6, 6-2, 6-4     |
| 23 septembre | Challenger Dove Men+Care Antofagasta Antofagasta 133 250 $ - Terre battue - Tableaux | Mateus Alves Matías Soto                     | Leonardo Aboian Valerio Aboian                 | 6-1, 6-4          |
| 23 septembre | Bangkok Challenger Nonthaburi 133 250 $ - Dur - Tableaux                             | Wu Tung-lin                                  | Mackenzie McDonald                             | 6-3, 7-64         |
| 23 septembre | Bangkok Challenger Nonthaburi 133 250 $ - Dur - Tableaux                             | Blake Ellis Adam Walton                      | Rithvik Choudary Bollipalli Arjun Kadhe        | 3-6, 7-5, [10-8]  |
| 23 septembre | Del Monte Lisboa Belém Open Lisbonne 120 950 € - Terre battue - Tableaux             | Alexander Ritschard                          | Raphaël Collignon                              | 6-3, 63-7, 6-3    |
| 23 septembre | Del Monte Lisboa Belém Open Lisbonne 120 950 € - Terre battue - Tableaux             | Romain Arneodo Théo Arribagé                 | George Goldhoff Fernando Romboli               | 6-2, 6-3          |
| 23 septembre | LTP Challenger Charleston 82 000 $ - Dur - Tableaux                                  | Edas Butvilas                                | Nishesh Basavareddy                            | 6-4, 6-3          |
| 23 septembre | LTP Challenger Charleston 82 000 $ - Dur - Tableaux                                  | Luke Saville Tristan Schoolkate              | Calum Puttergill Dane Sweeny                   | 63-7, 6-1, [10-3] |
| 30 septembre | Open de Vendée Mouilleron-le-Captif 120 950 € - Dur (int.) - Tableaux                | Lucas Pouille                                | Quentin Halys                                  | 6-4, 6-4          |
| 30 septembre | Open de Vendée Mouilleron-le-Captif 120 950 € - Dur (int.) - Tableaux                | Marcelo Demoliner Christian Harrison         | August Holmgren Johannes Ingildsen             | 6-3, 7-5          |
| 30 septembre | Villena Open Villena 120 950 € - Dur - Tableaux                                      | Kamil Majchrzak                              | Nicolas Moreno de Alboran                      | 6-4, 6-2          |
| 30 septembre | Villena Open Villena 120 950 € - Dur - Tableaux                                      | Anirudh Chandrasekar Niki Kaliyanda Poonacha | Romain Arneodo Íñigo Cervantes Huegun          | 7-62, 6-4         |
| 30 septembre | Challenger de Buenos Aires Buenos Aires 82 000 $ - Terre battue - Tableaux           | Francisco Comesaña                           | Federico Coria                                 | 1-6, 7-67, 6-4    |
| 30 septembre | Challenger de Buenos Aires Buenos Aires 82 000 $ - Terre battue - Tableaux           | Murkel Dellien Facundo Mena                  | Felipe Meligeni Alves Marcelo Zormann          | 1-6, 6-2, [12-10] |
| 30 septembre | Tiburon Challenger Tiburon 82 000 $ - Dur - Tableaux                                 | Nishesh Basavareddy                          | Eliot Spizzirri                                | 6-1, 6-1          |
| 30 septembre | Tiburon Challenger Tiburon 82 000 $ - Dur - Tableaux                                 | Luke Saville Tristan Schoolkate              | Patrick Kypson Eliot Spizzirri                 | 6-4, 6-2          |
| 30 septembre | Braga Open Braga 74 825 € - Terre battue - Tableaux                                  | Elmer Møller                                 | Daniel Elahi Galán                             | 6-4, 7-64         |
| 30 septembre | Braga Open Braga 74 825 € - Terre battue - Tableaux                                  | Théo Arribagé Francisco Cabral               | Marco Bortolotti Daniel Cukierman              | 6-3, 6-4          |

### Octobre
| Date       | Tournoi                                                                                      | Vainqueurs                          | Finalistes                         | Score             |
| ---------- | -------------------------------------------------------------------------------------------- | ----------------------------------- | ---------------------------------- | ----------------- |
| 7 octobre  | Hangzhou Binjiang International Tennis Challenger Hangzhou 164 000 $ - Dur - Tableaux        | James Duckworth                     | Mackenzie McDonald                 | 2-6, 7-65, 6-4    |
| 7 octobre  | Hangzhou Binjiang International Tennis Challenger Hangzhou 164 000 $ - Dur - Tableaux        | Sun Fajing Te Rigele                | Thomas Fancutt Yuta Shimizu        | 6-3, 7-5          |
| 7 octobre  | Copa Faulcombridge by Marcos Automoción Valence 148 625 € - Terre battue - Tableaux          | Pedro Martínez                      | Jaime Faria                        | 6-1, 6-3          |
| 7 octobre  | Copa Faulcombridge by Marcos Automoción Valence 148 625 € - Terre battue - Tableaux          | Alexander Merino Christoph Negritu  | Karol Drzewiecki Piotr Matuszewski | 6-3, 6-4          |
| 7 octobre  | AAT Challenger Santander Edicion Villa María Villa María 133 250 $ - Terre battue - Tableaux | Camilo Ugo Carabelli                | Jesper de Jong                     | 7-63, 3-6, 6-4    |
| 7 octobre  | AAT Challenger Santander Edicion Villa María Villa María 133 250 $ - Terre battue - Tableaux | Orlando Luz Marcelo Zormann         | Boris Arias Federico Zeballos      | 0-6, 6-3, [10-4]  |
| 7 octobre  | Open Auvergne-Rhône-Alpes de Roanne Roanne 120 950 € - Dur (int.) - Tableaux                 | Benjamin Bonzi                      | Matteo Martineau                   | 7-5, 6-1          |
| 7 octobre  | Open Auvergne-Rhône-Alpes de Roanne Roanne 120 950 € - Dur (int.) - Tableaux                 | Nicolás Barrientos David Pel        | Jakub Paul Matěj Vocel             | 4-6, 6-3, [10-6]  |
| 7 octobre  | Taube - Grossman Pro Tennis Tournament Fairfield 82 000 $ - Dur - Tableaux                   | Learner Tien                        | Bernard Tomic                      | 6-0, 6-1          |
| 7 octobre  | Taube - Grossman Pro Tennis Tournament Fairfield 82 000 $ - Dur - Tableaux                   | Ryan Seggerman Patrik Trhac         | Gabi Adrian Boitan Bruno Kuzuhara  | 6-2, 3-6, [10-5]  |
| 14 octobre | Olbia Challenger Olbia 148 625 € - Dur - Tableaux                                            | Martín Landaluce                    | Mattia Bellucci                    | 6-4, 6-4          |
| 14 octobre | Olbia Challenger Olbia 148 625 € - Dur - Tableaux                                            | Oleksii Krutykh Vitaliy Sachko      | Íñigo Cervantes David Pichler      | 4-6, 6-1, [10-5]  |
| 14 octobre | Campeonato Internacional de Tenis Campinas 133 250 $ - Terre battue - Tableaux               | Tristan Boyer                       | Juan Pablo Ficovich                | 6-2, 3-6, 6-3     |
| 14 octobre | Campeonato Internacional de Tenis Campinas 133 250 $ - Terre battue - Tableaux               | Mateus Alves Orlando Luz            | Tomás Barrios Vera Facundo Mena    | 6-3, 6-4          |
| 14 octobre | Shenzhen Longhua Open Shenzhen 133 250 $ - Dur - Tableaux                                    | Mackenzie McDonald                  | Arthur Cazaux                      | 6-4, 7-64         |
| 14 octobre | Shenzhen Longhua Open Shenzhen 133 250 $ - Dur - Tableaux                                    | Pruchya Isaro Wang Aoran            | Ray Ho Joshua Paris                | 7-64, 6-3         |
| 14 octobre | Calgary National Bank Challenger Calgary 82 000 $ - Dur (int.) - Tableaux                    | Murphy Cassone                      | Govind Nanda                       | 4-6, 6-3, 6-4     |
| 14 octobre | Calgary National Bank Challenger Calgary 82 000 $ - Dur (int.) - Tableaux                    | Ryan Seggerman Patrik Trhac         | Robert Cash JJ Tracy               | 6-3, 7-63         |
| 14 octobre | Open Saint-Brieuc Armor Agglomération Saint-Brieuc 74 825 € - Dur (int.) - Tableaux          | Benjamin Bonzi                      | Lucas Pouille                      | 6-2, 6-3          |
| 14 octobre | Open Saint-Brieuc Armor Agglomération Saint-Brieuc 74 825 € - Dur (int.) - Tableaux          | Geoffrey Blancaneaux Gabriel Debru  | Jakub Paul Matěj Vocel             | 3-3 ab.           |
| 21 octobre | Taipei OEC Open Taipei 164 000 $ - Dur (int.) - Tableaux                                     | Taro Daniel                         | Adam Walton                        | 6-4, 7-5          |
| 21 octobre | Taipei OEC Open Taipei 164 000 $ - Dur (int.) - Tableaux                                     | David Stevenson Marcus Willis       | Nam Ji-sung Joshua Paris           | 6-3, 6-3          |
| 21 octobre | Copa Internacional de Tenis Curitiba 133 250 $ - Terre battue - Tableaux                     | Jaime Faria                         | Felipe Meligeni Alves              | 6-4, 6-4          |
| 21 octobre | Copa Internacional de Tenis Curitiba 133 250 $ - Terre battue - Tableaux                     | Fernando Romboli Matías Soto        | Karol Drzewiecki Piotr Matuszewski | 7-65, 7-64        |
| 21 octobre | Brest Open Groupe Vert Brest 120 950 € - Dur (int.) - Tableaux                               | Otto Virtanen                       | Benjamin Bonzi                     | 6-4, 4-6, 7-66    |
| 21 octobre | Brest Open Groupe Vert Brest 120 950 € - Dur (int.) - Tableaux                               | Nicolás Barrientos Skander Mansouri | Jakub Paul Matěj Vocel             | 7-5, 4-6, [10-5]  |
| 21 octobre | City of Playford Tennis International Playford 82 000 $ - Dur - Tableaux                     | Rinky Hijikata                      | Yuta Shimizu                       | 6-4, 7-64         |
| 21 octobre | City of Playford Tennis International Playford 82 000 $ - Dur - Tableaux                     | Blake Ellis Thomas Fancutt          | Jake Delaney Jesse Delaney         | 6-1, 5-7, [10-5]  |
| 21 octobre | MarketBeat Open Sioux Falls 82 000 $ - Dur (int.) - Tableaux                                 | Borna Gojo                          | Colton Smith                       | 6-1, 7-5          |
| 21 octobre | MarketBeat Open Sioux Falls 82 000 $ - Dur (int.) - Tableaux                                 | Liam Draxl Cleeve Harper            | Ryan Seggerman Patrik Trhac        | 7-5, 6-3          |
| 28 octobre | Slovak Open Bratislava 148 625 € - Dur (int.) - Tableaux                                     | Roman Safiullin                     | Raphaël Collignon                  | 6-3, 6-4          |
| 28 octobre | Slovak Open Bratislava 148 625 € - Dur (int.) - Tableaux                                     | Nicolás Barrientos Julian Cash      | André Göransson Sem Verbeek        | 6-3, 6-4          |
| 28 octobre | SISLEY Seoul Open Séoul 133 250 $ - Dur - Tableaux                                           | Nikoloz Basilashvili                | Taro Daniel                        | 7-5, 6-4          |
| 28 octobre | SISLEY Seoul Open Séoul 133 250 $ - Dur - Tableaux                                           | Saketh Myneni Ramkumar Ramanathan   | Vasil Kirkov Bart Stevens          | 6-4, 4-6, [10-3]  |
| 28 octobre | Challenger Ciudad de Guayaquil Guayaquil 82 000 $ - Terre battue - Tableaux                  | Federico Agustín Gómez              | Tomás Barrios Vera                 | 6-1, 6-4          |
| 28 octobre | Challenger Ciudad de Guayaquil Guayaquil 82 000 $ - Terre battue - Tableaux                  | Karol Drzewiecki Piotr Matuszewski  | Luís Britto Marcelo Zormann        | 6-4, 7-62         |
| 28 octobre | Jonathan Fried Pro Challenger Charlottesville 82 000 $ - Dur (int.) - Tableaux               | James Trotter                       | Nishesh Basavareddy                | 6-3, 6-4          |
| 28 octobre | Jonathan Fried Pro Challenger Charlottesville 82 000 $ - Dur (int.) - Tableaux               | Robert Cash JJ Tracy                | Chris Rodesch William Woodall      | 4-6, 7-67, [10-7] |
| 28 octobre | NSW Open Sydney 82 000 $ - Dur - Tableaux                                                    | Thanasi Kokkinakis                  | Rinky Hijikata                     | 6-1, 6-1          |
| 28 octobre | NSW Open Sydney 82 000 $ - Dur - Tableaux                                                    | Blake Ellis Thomas Fancutt          | Blake Bayldon Mats Hermans         | 7-5, 7-64         |
| 28 octobre | Brazzaville Challenger Brazzaville 41 000 $ - Terre battue - Tableaux                        | Gonzalo Oliveira                    | Filip Cristian Jianu               | 6-4, 6-3          |
| 28 octobre | Brazzaville Challenger Brazzaville 41 000 $ - Terre battue - Tableaux                        | Florent Bax Karan Singh             | Simone Agostini Alec Beckley       | 7-5, 6-1          |

### Novembre
| Date        | Tournoi                                                                                     | Vainqueurs                                 | Finalistes                              | Score              |
| ----------- | ------------------------------------------------------------------------------------------- | ------------------------------------------ | --------------------------------------- | ------------------ |
| 4 novembre  | HPP Open Helsinki 148 625 € - Dur (int.) - Tableaux                                         | Kei Nishikori                              | Luca Nardi                              | 3-6, 6-4, 6-1      |
| 4 novembre  | HPP Open Helsinki 148 625 € - Dur (int.) - Tableaux                                         | Filip Bergevi Mick Veldheer                | Romain Arneodo Théo Arribagé            | 3-6, 7-65, [10-5]  |
| 4 novembre  | Directv Open Lima Lima 82 000 $ - Terre battue - Tableaux                                   | Vít Kopřiva                                | Elmer Møller                            | 6-3, 7-63          |
| 4 novembre  | Directv Open Lima Lima 82 000 $ - Terre battue - Tableaux                                   | Karol Drzewiecki Piotr Matuszewski         | Luís Britto Gustavo Heide               | 7-5, 6-4           |
| 4 novembre  | Knoxville Challenger Knoxville 82 000 $ - Dur (int.) - Tableaux                             | Christopher Eubanks                        | Learner Tien                            | 7-5, 7-69          |
| 4 novembre  | Knoxville Challenger Knoxville 82 000 $ - Dur (int.) - Tableaux                             | Patrick Harper Johannus Monday             | Micah Braswell Eliot Spizzirri          | 6-2, 6-2           |
| 4 novembre  | Unicharm Trophy Ehime Matsuyama 82 000 $ - Dur - Tableaux                                   | Nicolas Moreno de Alboran                  | Alex Bolt                               | 7-64, 6-2          |
| 4 novembre  | Unicharm Trophy Ehime Matsuyama 82 000 $ - Dur - Tableaux                                   | Seita Watanabe Takeru Yuzuki               | Nicolas Moreno de Alboran Rubin Statham | 6-4, 6-3           |
| 11 novembre | Hyogo Noah Challenger Kobe 133 250 $ - Dur (int.) - Tableaux                                | Alexander Blockx                           | Jurij Rodionov                          | 6-3, 6-1           |
| 11 novembre | Hyogo Noah Challenger Kobe 133 250 $ - Dur (int.) - Tableaux                                | Vasil Kirkov Bart Stevens                  | Kaichi Uchida Takeru Yuzuki             | 7-67, 7-5          |
| 11 novembre | Uruguay Open Montevideo 133 250 $ - Terre battue - Tableaux                                 | Tristan Boyer                              | Hugo Dellien                            | 6-2, 6-4           |
| 11 novembre | Uruguay Open Montevideo 133 250 $ - Terre battue - Tableaux                                 | Guido Andreozzi Orlando Luz                | Mariano Kestelboim Franco Roncadelli    | 4-6, 6-3, [10-8]   |
| 11 novembre | Challenger Banque Nationale de Drummondville Drummondville 82 000 $ - Dur (int.) - Tableaux | Aidan Mayo                                 | Chris Rodesch                           | 6-3, 3-6, 6-4      |
| 11 novembre | Challenger Banque Nationale de Drummondville Drummondville 82 000 $ - Dur (int.) - Tableaux | Robert Cash JJ Tracy                       | Liam Draxl Cleeve Harper                | 6-2, 6-4           |
| 11 novembre | Paine Schwartz Partners Challenger Champaign 82 000 $ - Dur (int.) - Tableaux               | Ethan Quinn                                | Nishesh Basavareddy                     | 6-3, 6-1           |
| 11 novembre | Paine Schwartz Partners Challenger Champaign 82 000 $ - Dur (int.) - Tableaux               | Evan King Reese Stalder                    | James Davis James MacKinlay             | 7-63, 7-5          |
| 11 novembre | ALL IN OPEN Auvergne-Rhône-Alpes Lyon 74 825 € - Dur (int.) - Tableaux                      | Raphaël Collignon                          | Calvin Hemery                           | 6-4, 6-2           |
| 11 novembre | ALL IN OPEN Auvergne-Rhône-Alpes Lyon 74 825 € - Dur (int.) - Tableaux                      | Luke Johnson Lucas Miedler                 | Sergio Martos Gornés David Pichler      | 6-1, 6-2           |
| 18 novembre | Citta' Di Rovereto Rovereto 120 950 € - Dur (int.) - Tableaux                               | Luca Nardi                                 | Francesco Maestrelli                    | 6-1, 6-3           |
| 18 novembre | Citta' Di Rovereto Rovereto 120 950 € - Dur (int.) - Tableaux                               | Sriram Balaji Rithvik Choudary Bollipalli  | Théo Arribagé Francisco Cabral          | 6-3, 2-6, [12-10]  |
| 18 novembre | Torneio Internacional Masculino de Tenis Ano 7 São Paulo 82 000 $ - Dur - Tableaux          | Francisco Comesaña                         | Thiago Agustín Tirante                  | 7-5, 4-6, 6-4      |
| 18 novembre | Torneio Internacional Masculino de Tenis Ano 7 São Paulo 82 000 $ - Dur - Tableaux          | Federico Agustín Gómez Luis David Martínez | Christian Harrison Evan King            | 7-64, 7-5          |
| 18 novembre | Yokohama Keio Challenger by Mita Kosan Yokohama 82 000 $ - Dur - Tableaux                   | Yuta Shimizu                               | Li Tu                                   | 64-7, 6-4, 6-2     |
| 18 novembre | Yokohama Keio Challenger by Mita Kosan Yokohama 82 000 $ - Dur - Tableaux                   | Benjamin Hassan Saketh Myneni              | Blake Bayldon Calum Puttergill          | 6-2, 6-4           |
| 18 novembre | Il Montemar Challenger ENE Construccion Montemar 74 825 € - Terre battue - Tableaux         | Fabio Fognini                              | Lukas Neumayer                          | 6-3, 2-6, 6-3      |
| 18 novembre | Il Montemar Challenger ENE Construccion Montemar 74 825 € - Terre battue - Tableaux         | Karol Drzewiecki Piotr Matuszewski         | Daniel Rincón Abdullah Shelbayh         | 6-3, 6-4           |
| 18 novembre | Partners Open Puerto Vallarta Puerto Vallarta 41 000 $ - Dur - Tableaux                     | Nishesh Basavareddy                        | Liam Draxl                              | 6-3, 7-64          |
| 18 novembre | Partners Open Puerto Vallarta Puerto Vallarta 41 000 $ - Dur - Tableaux                     | Liam Draxl Benjamin Sigouin                | Karl Poling Ryan Seggerman              | 7-65, 6-2          |
| 25 novembre | Challenger Dove Men+Care Temuco Temuco 133 250 $ - Dur - Tableaux                           | Hady Habib                                 | Camilo Ugo Carabelli                    | 6-4, 63-7, 7-62    |
| 25 novembre | Challenger Dove Men+Care Temuco Temuco 133 250 $ - Dur - Tableaux                           | Christian Harrison Evan King               | Benjamin Lock Renzo Olivo               | 7-65, 7-5          |
| 25 novembre | Maia Open Maia 120 950 € - Terre battue (int.) - Tableaux                                   | Damir Džumhur                              | Francesco Passaro                       | 6-3, 6-4           |
| 25 novembre | Maia Open Maia 120 950 € - Terre battue (int.) - Tableaux                                   | Théo Arribagé Francisco Cabral             | Kimmer Coppejans Sergio Martos Gornés   | 6-1, 3-6, [10-5]   |
| 25 novembre | Yokkaichi Challenger Yokkaichi 82 000 $ - Dur - Tableaux                                    | Rei Sakamoto                               | Christoph Negritu                       | 1-6, 6-3, 6-4      |
| 25 novembre | Yokkaichi Challenger Yokkaichi 82 000 $ - Dur - Tableaux                                    | Thomas Fancutt Jakub Paul                  | Kokoro Isomura Hikaru Shiraishi         | 6-2, 7-5           |
| 25 novembre | Manzanillo Open Manzanillo 41 000 $ - Dur - Tableaux                                        | Mats Rosenkranz                            | Gonzalo Oliveira                        | 6-3, 6-4           |
| 25 novembre | Manzanillo Open Manzanillo 41 000 $ - Dur - Tableaux                                        | Liam Draxl Cleeve Harper                   | Finn Reynolds Benjamin Sigouin          | 64-7, 7-5, [12-10] |

## Statistiques

### En simple
Joueurs les plus titrés :
| Joueur                     | Nombre | Titres                                                      |
| -------------------------- | ------ | ----------------------------------------------------------- |
| Damir Džumhur              | 6      | Barletta, Ostrava, Zagreb, Saint-Domingue, Istanbul et Maia |
| Jacob Fearnley             | 4      | Nottingham, Lincoln, Rennes et Orléans                      |
| Benjamin Bonzi             | 3      | Winnipeg, Roanne et Saint-Brieuc                            |
| Tristan Boyer              | 3      | Merida, Campinas et Montevideo                              |
| Juan Manuel Cerúndolo      | 3      | Lima, Santa Cruz de la Sierra et Antofagasta                |
| Francisco Comesaña         | 3      | Oeiras, Buenos Aires et São Paulo                           |
| Hugo Dellien               | 3      | Iași, Liberec et Bonn                                       |
| Federico Agustín Gómez     | 3      | Milan, Trieste et Guayaquil                                 |
| Lloyd Harris               | 3      | Gwangju, Shenzhen et Surbiton                               |
| Jozef Kovalík              | 3      | Zadar, Split et Karlsruhe                                   |
| Kamil Majchrzak            | 3      | Kigali 1, Bratislava et Villena                             |
| Giovanni Mpetshi Perricard | 3      | Nottingham, Morelos et Acapulco                             |
| Alexander Ritschard        | 3      | Savannah, Salzbourg et Lisbonne                             |
| Learner Tien               | 3      | Bloomfield Hills, Las Vegas et Fairfield                    |
| Camilo Ugo Carabelli       | 3      | Piracicaba, Santa Cruz et Villa María                       |
| Valentin Vacherot          | 3      | Bangkok 1 et 2, Pune                                        |
| Otto Virtanen              | 3      | Pau, Lugano et Brest                                        |

Titres par nation :
| Nombre | Pays |
| ------ | --- |
| 24     | France |
| 22     | Argentine |
| 18     | États-Unis |
| 12     | Italie |
| 11     | Espagne |
| 10     | Japon |
| 9      | Australie |
| 8      | Suisse |
| 6      | Bosnie-Herzégovine |
| 5      | Belgique, Pologne, Royaume-Uni |
| 4      | Bolivie, Portugal |
| 3      | Afrique du Sud, Allemagne, Chine, Danemark, Finlande, Kazakhstan, Lituanie, Monaco, Pays-Bas, Pérou, Slovaquie, Taipei chinois, Tchéquie |
| 2      | Autriche, Brésil, Bulgarie, Chili, Croatie, Inde                                                                                         |
| 1      | Canada, Colombie, Équateur, Géorgie, Hongrie, Jamaïque, Liban, Paraguay, République dominicaine, Turquie, Venezuela                      |

### En double
Mis à jour le 30/06/2024
Joueurs les plus titrés :
| Joueur                      | Nombre | Titres                                                            |
| --------------------------- | ------ | ----------------------------------------------------------------- |
| Marcus Willis               | 6      | Oeiras 1, Glasgow, Lille, Savannah, Tunis et Nottingham           |
| Luke Johnson                | 4      | Nonthaburi 3, Ottignies-Louvain-la-Neuve, Rome et Aix-en-Provence |
| Skander Mansouri            | 4      | Nonthaburi 3, Ottignies-Louvain-la-Neuve, Rome et Aix-en-Provence |
| Ryan Seggerman              | 4      | Indian Wells 1 et 2, Mexico et Skopje                             |
| Patrik Trhac                | 4      | Indian Wells 1 et 2, Mexico et Skopje                             |
| James Kent Trotter          | 4      | Cleveland, Cherbourg, Shenzhen et Tyler                           |
| Manuel Guinard              | 4      | Nonthaburi 2, Quimper, Zadar et Lyon                              |
| Sander Arends               | 3      | Coblence, Tenerife 3 et Lugano                                    |
| Sem Verbeek                 | 3      | Coblence, Tenerife 3 et Lugano                                    |
| Christian Harrison          | 3      | Pau, Lille et Savannah                                            |
| Jakob Schnaitter            | 3      | Prague, Augsbourg et Bratislava                                   |
| Mark Wallner                | 3      | Prague, Augsbourg et Bratislava                                   |
| Hady Habib                  | 3      | Santa Fe, Lima et Bolivie 2                                       |
| Trey Hilderbrand            | 3      | Santa Fe, Lima et Bolivie 2                                       |
| Guido Andreozzi             | 3      | Brésil, Naples et Pérouse                                         |
| Grégoire Jacq               | 3      | Nonthaburi 2, Zadar et Lyon                                       |
| Jonathan Eysseric           | 3      | Split, Zagreb et Milan                                            |
| Saketh Myneni               | 2      | Chennai et Bangalore                                              |
| Ramkumar Ramanathan         | 2      | Chennai et Bangalore                                              |
| George Goldhoff             | 2      | Cleveland et Cherbourg                                            |
| Patrik Rikl                 | 2      | Nottingham et Tenerife 2                                          |
| Petr Nouza                  | 2      | Nottingham et Tenerife 2                                          |
| Piotr Matuszewski           | 2      | Oeiras 2 et New Delhi                                             |
| Thomas Fancutt              | 2      | Kigali 2 et Merida                                                |
| Hunter Reese                | 2      | Kigali 2 et Merida                                                |
| Daniel Rincón               | 2      | Canberra et Barcelone                                             |
| Rithvik Choudary Bollipalli | 2      | San Luis Potosí et Acapulco                                       |
| Niki Kaliyanda Poonacha     | 2      | San Luis Potosí et Acapulco                                       |
| Yuta Shimizu                | 2      | Burnie et Shenzhen                                                |
| Tristan Schoolkate          | 2      | Pune et Guangzhou                                                 |
| Théo Arribagé               | 2      | Murcie et Francavilla al Mare                                     |
| Victor Vlad Cornea          | 2      | Murcie et Francavilla al Mare                                     |
| Harri Heliövaara            | 2      | Madrid et Turin                                                   |
| Henry Patten                | 2      | Madrid et Turin                                                   |
| Ray Ho                      | 2      | Busan et Taipei                                                   |
| Nam Ji-sung                 | 2      | Busan et Taipei                                                   |
| Federico Agustin Gomez      | 2      | Punta del Este et Tunis                                           |
| Arjun Kadhe                 | 2      | Cuernavaca et Oeiras 4                                            |
| Julian Cash                 | 2      | Bordeaux et Surbiton                                              |
| Robert Galloway             | 2      | Bordeaux et Surbiton                                              |
| Sergio Martos Gornés        | 2      | Manama et Prostějov                                               |
| Miguel Ángel Reyes-Varela   | 2      | Naples et Pérouse                                                 |
| Matthew Romios              | 2      | New Delhi et Sassuolo                                             |
| Reese Stalder               | 2      | Wuxi et Ilkley                                                    |
| Orlando Luz                 | 2      | São Leopoldo et Poznań                                            |
| Benjamin Lock               | 2      | Burnie et Blois                                                   |
| Andre Begemann              | 2      | Cagliari et Milan                                                 |

Titres par nation :

Entre parenthèses, le nombre de joueurs différents ayant remporté un titre.

Note : Un titre remporté par une paire du même pays ne compte que pour un titre (mais pour 2 joueurs).
| Nombre | Pays |
| ------ | --- |
| 20     | États-Unis (12)                                                                                               |
| 17     | Royaume-Uni (11)                                                                                              |
| 13     | France (12)                                                                                                   |
| 9      | Australie (9)                                                                                                 |
| 7      | Inde (8), Japon (5), Argentine (6)                                                                            |
| 6      | Pays-Bas (5), Allemagne (5)                                                                                   |
| 5      | Espagne (4), Brésil (7)                                                                                       |
| 4      | Tunisie (1)                                                                                                   |
| 3      | Tchéquie (3), Taipei chinois (2), Corée du Sud (2), Finlande (2), Mexique (2), Liban (1)                      |
| 2      | Pologne (2), Bolivie (3), Suède (2), Roumanie (1), Israël (2), Italie (2), Zimbabwe (2), Nouvelle-Zélande (2) |